# Elezioni amministrative in Italia del 2021
Le elezioni amministrative in Italia del 2021 si sono svolte il 3 e il 4 ottobre, con eventuale turno di ballottaggio il 17 e il 18 ottobre. In Trentino-Alto Adige, il voto è stato fissato per il 10 ottobre, con eventuale ballottaggio il successivo 24 ottobre. In Sicilia e in Sardegna si è votato il 10 e 11 ottobre, con eventuale ballottaggio il 24 e 25 ottobre. Complessivamente, i comuni coinvolti nelle votazioni sono stati 1.342.
Con una decisione del Consiglio dei ministri, ufficializzata dal voto del Parlamento, le elezioni previste da calendario per la fine di maggio sono state rinviate a causa dall'evoluzione della situazione COVID in Italia.
L'elezione ha coinvolto 20 comuni capoluogo, 6 di regione e 14 di provincia: Benevento, Bologna, Carbonia, Caserta, Cosenza, Grosseto, Isernia, Latina, Milano, Napoli, Novara, Pordenone, Ravenna, Rimini, Roma, Salerno, Savona, Torino, Trieste e Varese.

## Riepilogo sindaci eletti
Coalizione di centro
     Coalizione di centro-destra
     Coalizione di centro-sinistra
     Coalizione di destra
     Coalizione di sinistra
     Liste civiche
     Movimento 5 Stelle
| Regione               | Comune    | Popolazione (2021) | Sindaco uscente | Sindaco uscente                         | Sindaco eletto | Sindaco eletto                          | Primo turno | Primo turno | Secondo turno | Secondo turno | Seggi   |
| Regione               | Comune    | Popolazione (2021) | Sindaco uscente | Sindaco uscente                         | Sindaco eletto | Sindaco eletto                          | Voti        | %           | Voti          | %             | Seggi   |
| --------------------- | --------- | ------------------ | --------------- | --------------------------------------- | -------------- | --------------------------------------- | ----------- | ----------- | ------------- | ------------- | ------- |
| Piemonte              | Novara    | 101.916            |                 | Alessandro Canelli (Lega)               |                | Alessandro Canelli (Lega)               | 28.204      | 69,59       | —             | —             | 23 / 32 |
| Piemonte              | Torino    | 848.196            |                 | Chiara Appendino (M5S)                  |                | Stefano Lo Russo (PD)                   | 140.200     | 43,86       | 168.997       | 59,23         | 24 / 40 |
| Lombardia             | Milano    | 1.397.715          |                 | Giuseppe Sala (Ind.)                    |                | Giuseppe Sala (PVE)                     | 277.478     | 57,73       | —             | —             | 31 / 48 |
| Lombardia             | Varese    | 79.712             |                 | Davide Galimberti (PD)                  |                | Davide Galimberti (PD)                  | 15.693      | 48,00       | 16.741        | 53,20         | 20 / 32 |
| Friuli-Venezia Giulia | Pordenone | 51.719             |                 | Alessandro Ciriani (Ind.)               |                | Alessandro Ciriani (Ind.)               | 14.755      | 65,38       | —             | —             | 27 / 40 |
| Friuli-Venezia Giulia | Trieste   | 199.773            |                 | Roberto Dipiazza (FI)                   |                | Roberto Dipiazza (FI)                   | 38.847      | 46,89       | 38.816        | 51,29         | 24 / 40 |
| Liguria               | Savona    | 58.566             |                 | Ilaria Caprioglio (Ind.)                |                | Marco Russo (Ind.)                      | 11.971      | 47,79       | 13.883        | 62,25         | 20 / 32 |
| Emilia-Romagna        | Bologna   | 394.463            |                 | Virginio Merola (PD)                    |                | Matteo Lepore (PD)                      | 94.565      | 61,90       | —             | —             | 25 / 36 |
| Emilia-Romagna        | Ravenna   | 157.422            |                 | Michele De Pascale (PD)                 |                | Michele De Pascale (PD)                 | 39.030      | 59,47       | —             | —             | 22 / 32 |
| Emilia-Romagna        | Rimini    | 148.688            |                 | Andrea Gnassi (PD)                      |                | Jamil Sadegholvaad (PD)                 | 33.542      | 51,32       | —             | —             | 20 / 32 |
| Toscana               | Grosseto  | 81.488             |                 | Antonfrancesco Vivarelli Colonna (Ind.) |                | Antonfrancesco Vivarelli Colonna (Ind.) | 21.235      | 56,20       | —             | —             | 20 / 32 |
| Lazio                 | Latina    | 126.612            |                 | Damiano Coletta (IiC)                   |                | Damiano Coletta (ind.)                  | 21.740      | 35,82%      | 30.293        | 54,90         | 12 / 32 |
| Lazio                 | Roma      | 2.783.809          |                 | Virginia Raggi (M5S)                    |                | Roberto Gualtieri (PD)                  | 299.976     | 27,03       | 565.352       | 60,15         | 29 / 48 |
| Molise                | Isernia   | 20.945             |                 | Giacomo D'Apollonio (FdI)               |                | Piero Castrataro (Ind.)                 | 5.271       | 41,66       | 6.442         | 58,72         | 20 / 32 |
| Campania              | Benevento | 57.456             |                 | Clemente Mastella (NC)                  |                | Clemente Mastella (NC)                  | 17.684      | 49,37       | 15.474        | 52,68         | 20 / 32 |
| Campania              | Caserta   | 73.614             |                 | Carlo Marino (PD)                       |                | Carlo Marino (PD)                       | 14.394      | 35,34       | 15.196        | 53,65         | 20 / 32 |
| Campania              | Napoli    | 940.940            |                 | Luigi de Magistris (DemA)               |                | Gaetano Manfredi (Ind.)                 | 218.077     | 62,88       | —             | —             | 28 / 40 |
| Campania              | Salerno   | 130.240            |                 | Vincenzo Napoli (PD)                    |                | Vincenzo Napoli (PD)                    | 39.323      | 57,40       | —             | —             | 22 / 32 |
| Calabria              | Cosenza   | 65.209             |                 | Mario Occhiuto (FI)                     |                | Franz Caruso (PSI)                      | 8.432       | 23,78       | 14.413        | 57,59         | 20 / 32 |
| Sardegna              | Carbonia  | 29.301             |                 | Paola Massidda (M5S)                    |                | Pietro Morittu (PD)                     | 9.721       | 65,75       | —             | —             | 17 / 24 |

## Elezioni comunali

### Piemonte

#### Novara
|                                 | Alessandro Canelli ✔️ Sindaco | 28 204               | 69,59 | Lega                        | 8 852  | 23,22 | 8  |  |  |
| Fratelli d'Italia               | Alessandro Canelli ✔️ Sindaco | 28 204               | 69,59 | 8 833                       | 23,17  | 8     |    |  |  |
| Forza Novara                    | Alessandro Canelli ✔️ Sindaco | 28 204               | 69,59 | 6 360                       | 16,68  | 5     |    |  |  |
| Forza Italia – Unione di Centro | Alessandro Canelli ✔️ Sindaco | 28 204               | 69,59 | 2 155                       | 5,65   | 2     |    |  |  |
|                                 | Nicola Fonzo                  | 8 290                | 20,46 | Partito Democratico         | 6 892  | 18,08 | –  |  |  |
| Insieme x Novara                | Nicola Fonzo                  | 8 290                | 20,46 | 1 214                       | 3,18   | 1     |    |  |  |
| Seggio di coalizione            | Seggio di coalizione          | Seggio di coalizione | 20,46 | 1                           |        |       |    |  |  |
|                                 | Mario Iacopino                | 2 604                | 6,43  | Movimento 5 Stelle          | 2 029  | 5,32  | 1  |  |  |
| Novara in Comune                | Mario Iacopino                | 2 604                | 6,43  | 397                         | 1,04   | –     |    |  |  |
| Seggio di coalizione            | Seggio di coalizione          | Seggio di coalizione | 6,43  | 1                           |        |       |    |  |  |
|                                 | Sergio De Stasio              | 1 040                | 2,57  | Azione – ALI                | 1 011  | 2,65  | –  |  |  |
|                                 | Paolo Vanoli                  | 389                  | 0,96  | Movimento Politico Libertas | 378    | 0,99  | –  |  |  |
| Totale                          | Totale                        | 40 527               | 100   |                             | 38 121 | 100   | 32 |  |  |
|                                 |                               |                      |       |                             |        |       |    |  |  |
| Fonte: Ministero dell'interno   |                               |                      |       |                             |        |       |    |  |  |

1. ↑  Include Noi con l'Italia e Coraggio Italia
2. ↑  Lista composta da Italia Viva e Democrazia Solidale
3. ↑  Include anche +Europa

#### Torino
| Candidati                                    | Candidati                   | II turno              | II turno              | I turno | I turno | Liste                                 | Voti    | %     | Seggi |
| Candidati                                    | Candidati                   | Voti                  | %                     | Voti    | %       | Liste                                 | Voti    | %     | Seggi |
| -------------------------------------------- | --------------------------- | --------------------- | --------------------- | ------- | ------- | ------------------------------------- | ------- | ----- | ----- |
|                                              | Stefano Lo Russo ✔️ Sindaco | 168 997               | 59,23                 | 140 200 | 43,86   | Partito Democratico                   | 85 890  | 28,56 | 17    |
| Lista Civica Lo Russo                        | Stefano Lo Russo ✔️ Sindaco | 168 997               | 59,23                 | 140 200 | 43,86   | 15 013                                | 4,99    | 2     |       |
| Sinistra Ecologista                          | Stefano Lo Russo ✔️ Sindaco | 168 997               | 59,23                 | 140 200 | 43,86   | 10 807                                | 3,59    | 2     |       |
| Moderati                                     | Stefano Lo Russo ✔️ Sindaco | 168 997               | 59,23                 | 140 200 | 43,86   | 10 177                                | 3,38    | 2     |       |
| Torino Domani                                | Stefano Lo Russo ✔️ Sindaco | 168 997               | 59,23                 | 140 200 | 43,86   | 7 960                                 | 2,65    | 1     |       |
| Articolo Uno – PSI                           | Stefano Lo Russo ✔️ Sindaco | 168 997               | 59,23                 | 140 200 | 43,86   | 2 407                                 | 0,80    | –     |       |
|                                              | Paolo Damilano              | 116 322               | 40,77                 | 124 347 | 38,90   | Torino Bellissima                     | 35 658  | 11,86 | 4     |
| Fratelli d'Italia                            | Paolo Damilano              | 116 322               | 40,77                 | 124 347 | 38,90   | 31 490                                | 10,47   | 3     |       |
| Lega                                         | Paolo Damilano              | 116 322               | 40,77                 | 124 347 | 38,90   | 29 593                                | 9,84    | 3     |       |
| Forza Italia – UDC – PLI – Unione Pensionati | Paolo Damilano              | 116 322               | 40,77                 | 124 347 | 38,90   | 15 951                                | 5,30    | 2     |       |
| Progresso Torino                             | Paolo Damilano              | 116 322               | 40,77                 | 124 347 | 38,90   | 2 236                                 | 0,74    | –     |       |
| Il Popolo della Famiglia                     | Paolo Damilano              | 116 322               | 40,77                 | 124 347 | 38,90   | 1 320                                 | 0,44    | –     |       |
| Sì TAV Sì Lavoro – Rinascimento              | Paolo Damilano              | 116 322               | 40,77                 | 124 347 | 38,90   | 1 305                                 | 0,43    | –     |       |
| Seggio di coalizione                         | Seggio di coalizione        | Seggio di coalizione  | 40,77                 | 124 347 | 38,90   | 1                                     |         |       |       |
|                                              | Valentina Sganga            | Valentina Sganga      | Valentina Sganga      | 28 785  | 9,01    | Movimento 5 Stelle                    | 24 058  | 8,00  | 2     |
| Europa Verde                                 | Valentina Sganga            | Valentina Sganga      | Valentina Sganga      | 28 785  | 9,01    | 2 711                                 | 0,90    | –     |       |
| Seggio di coalizione                         | Seggio di coalizione        | Seggio di coalizione  | Valentina Sganga      | 28 785  | 9,01    | 1                                     |         |       |       |
|                                              | Angelo d'Orsi               | Angelo d'Orsi         | Angelo d'Orsi         | 8 095   | 2,53    | Sinistra in Comune (PRC – DemA – SA)  | 3 512   | 1,17  | –     |
| Partito Comunista Italiano                   | Angelo d'Orsi               | Angelo d'Orsi         | Angelo d'Orsi         | 8 095   | 2,53    | 1 838                                 | 0,61    | –     |       |
| Potere al Popolo!                            | Angelo d'Orsi               | Angelo d'Orsi         | Angelo d'Orsi         | 8 095   | 2,53    | 1 656                                 | 0,55    | –     |       |
|                                              | Ugo Mattei                  | Ugo Mattei            | Ugo Mattei            | 7 406   | 2,32    | Futura per i Beni Comuni              | 6 975   | 2,32  | –     |
|                                              | Francesco Ivano Verra       | Francesco Ivano Verra | Francesco Ivano Verra | 2 677   | 0,84    | Italexit                              | 2 353   | 0,78  | –     |
| Noi Cittadini                                | Francesco Ivano Verra       | Francesco Ivano Verra | Francesco Ivano Verra | 2 677   | 0,84    | 240                                   | 0,08    | –     |       |
|                                              | Davide Betti                | Davide Betti          | Davide Betti          | 2 241   | 0,70    | Partito Gay                           | 1 336   | 0,44  | –     |
| Partito Animalista                           | Davide Betti                | Davide Betti          | Davide Betti          | 2 241   | 0,70    | 775                                   | 0,26    | –     |       |
|                                              | Giuseppina Cristina         | Giuseppina Cristina   | Giuseppina Cristina   | 2 123   | 0,66    | Partito Comunista                     | 1 552   | 0,52  | –     |
| Torino Città Futura                          | Giuseppina Cristina         | Giuseppina Cristina   | Giuseppina Cristina   | 2 123   | 0,66    | 454                                   | 0,15    | –     |       |
|                                              | Paolo Alonge                | Paolo Alonge          | Paolo Alonge          | 1 666   | 0,52    | Movimento 3V                          | 1 609   | 0,53  | –     |
|                                              | Roberto Salerno             | Roberto Salerno       | Roberto Salerno       | 910     | 0,28    | MAT - Movimento Ambientalista Torino  | 792     | 0,26  | –     |
|                                              | Lorenzo Varaldo             | Lorenzo Varaldo       | Lorenzo Varaldo       | 545     | 0,17    | Divieto di Licenziare                 | 493     | 0,16  | –     |
|                                              | Massimo Chiesi              | Massimo Chiesi        | Massimo Chiesi        | 384     | 0,12    | Partito Comunista dei Lavoratori      | 360     | 0,12  | –     |
|                                              | Emilio Mazza                | Emilio Mazza          | Emilio Mazza          | 264     | 0,08    | Torino Capitale d'Europa - Basta Isee | 262     | 0,09  | –     |
| Totale                                       | Totale                      | 285 319               | 100                   | 319 643 | 100     |                                       | 300 783 | 100   | 40    |
|                                              |                             |                       |                       |         |         |                                       |         |       |       |
| Fonte: Ministero dell'interno                |                             |                       |                       |         |         |                                       |         |       |       |

1. ↑  Include Italia Viva, +Europa, Radicali Italiani, Azione, Democrazia Solidale e Italia dei Valori (cfr. Torinotoday.it)
2. ↑  Include Sinistra Italiana, Possibile, Progetto Torino - Sinistra per la città e Rossoideale
3. ↑  Lista promossa dai fuoriusciti di Italia Viva e Azione e dai Radicali dell'associazione Marco Pannella
4. ↑  Lista legata a Gianni Vattimo

### Lombardia

#### Milano
|                                     | Giuseppe Sala ✔️ Sindaco | 277 478              | 57,73 | Partito Democratico              | 152 200 | 33,86 | 20 |  |  |
| Lista Beppe Sala Sindaco            | Giuseppe Sala ✔️ Sindaco | 277 478              | 57,73 | 41 135                           | 9,15    | 5     |    |  |  |
| Europa Verde                        | Giuseppe Sala ✔️ Sindaco | 277 478              | 57,73 | 22 994                           | 5,11    | 3     |    |  |  |
| I Riformisti - Lavoriamo per Milano | Giuseppe Sala ✔️ Sindaco | 277 478              | 57,73 | 18 049                           | 4,01    | 2     |    |  |  |
| Milano in Salute                    | Giuseppe Sala ✔️ Sindaco | 277 478              | 57,73 | 7 367                            | 1,64    | 1     |    |  |  |
| Milano Unita - Sinistra per Sala    | Giuseppe Sala ✔️ Sindaco | 277 478              | 57,73 | 7 012                            | 1,56    | –     |    |  |  |
| La Milano Radicale                  | Giuseppe Sala ✔️ Sindaco | 277 478              | 57,73 | 4 816                            | 1,07    | –     |    |  |  |
| Volt Milano                         | Giuseppe Sala ✔️ Sindaco | 277 478              | 57,73 | 2 502                            | 0,56    | –     |    |  |  |
|                                     | Luca Bernardo            | 153 637              | 31,97 | Lega                             | 48 283  | 10,74 | 6  |  |  |
| Fratelli d'Italia                   | Luca Bernardo            | 153 637              | 31,97 | 43 889                           | 9,76    | 5     |    |  |  |
| Forza Italia                        | Luca Bernardo            | 153 637              | 31,97 | 31 819                           | 7,08    | 3     |    |  |  |
| Lista Civica Luca Bernardo          | Luca Bernardo            | 153 637              | 31,97 | 14 055                           | 3,13    | 1     |    |  |  |
| Milano Popolare                     | Luca Bernardo            | 153 637              | 31,97 | 8 367                            | 1,86    | 1     |    |  |  |
| Partito Liberale Europeo            | Luca Bernardo            | 153 637              | 31,97 | 970                              | 0,22    | –     |    |  |  |
| Seggio di coalizione                | Seggio di coalizione     | Seggio di coalizione | 31,97 | 1                                |         |       |    |  |  |
|                                     | Gianluigi Paragone       | 14 366               | 2,99  | Milano Paragone Sindaco          | 12 366  | 2,75  | –  |  |  |
| Grande Nord                         | Gianluigi Paragone       | 14 366               | 2,99  | 608                              | 0,14    | –     |    |  |  |
|                                     | Layla Pavone             | 12 953               | 2,70  | Movimento 5 Stelle               | 12 517  | 2,78  | –  |  |  |
|                                     | Gabriele Antonio Mariani | 7 566                | 1,57  | Milano in Comune                 | 4 648   | 1,03  | –  |  |  |
| Civica Ambienta Lista               | Gabriele Antonio Mariani | 7 566                | 1,57  | 2 527                            | 0,56    | –     |    |  |  |
|                                     | Giorgio Goggi            | 3 402                | 0,71  | Socialisti per Milano            | 1 984   | 0,44  | –  |  |  |
| Milano Liberale                     | Giorgio Goggi            | 3 402                | 0,71  | 838                              | 0,19    | –     |    |  |  |
|                                     | Bianca Tedone            | 2 750                | 0,57  | Potere al Popolo!                | 2 572   | 0,57  | –  |  |  |
|                                     | Mauro Festa              | 2 201                | 0,46  | Partito Gay                      | 2 103   | 0,47  | –  |  |  |
|                                     | Teodosio De Bonis        | 2 162                | 0,45  | Movimento 3V                     | 1 935   | 0,43  | –  |  |  |
|                                     | Marco Muggiani           | 1 385                | 0,29  | Partito Comunista Italiano       | 1 439   | 0,32  | –  |  |  |
|                                     | Alessandro Pascale       | 1 297                | 0,27  | Partito Comunista                | 1 203   | 0,27  | –  |  |  |
|                                     | Bryant Biavaschi         | 859                  | 0,18  | Milano inizia qui                | 809     | 0,18  | –  |  |  |
|                                     | Natale Azzaretto         | 552                  | 0,11  | Partito Comunista dei Lavoratori | 556     | 0,12  | –  |  |  |
| Totale                              | Totale                   | 480 608              | 100   |                                  | 449 563 | 100   | 48 |  |  |
|                                     |                          |                      |       |                                  |         |       |    |  |  |
| Fonte: Ministero dell'interno       |                          |                      |       |                                  |         |       |    |  |  |

1. ↑  Include Articolo Uno (cfr. Articolo 1), Democrazia Solidale e Verde è Popolare
2. ↑  Include Italia Viva, +Europa, Azione, Centro Democratico, Base Italia, Alleanza Civica del Nord e Rete 22 Ottobre (cfr. Milanotoday)
3. ↑  Include Sinistra Italiana, Sinistra x Milano ed èViva (cfr. Milanotoday)
4. ↑  Include il Partito Repubblicano Italiano (cfr. Milanotoday)
5. ↑  Lista civica di Maurizio Lupi
6. ↑  Include Rifondazione Comunista, Possibile e Risorgimento Socialista (cfr. Askanews)

#### Varese
| Candidati                                   | Candidati                    | II turno              | II turno              | I turno | I turno | Liste                           | Voti   | %     | Seggi |
| Candidati                                   | Candidati                    | Voti                  | %                     | Voti    | %       | Liste                           | Voti   | %     | Seggi |
| ------------------------------------------- | ---------------------------- | --------------------- | --------------------- | ------- | ------- | ------------------------------- | ------ | ----- | ----- |
|                                             | Davide Galimberti ✔️ Sindaco | 16 741                | 53,20                 | 15 693  | 48,00   | Partito Democratico             | 8 260  | 26,72 | 13    |
| Varese PratiCittà - Lista Davide Galimberti | Davide Galimberti ✔️ Sindaco | 16 741                | 53,20                 | 15 693  | 48,00   | 2 001                           | 6,47   | 3     |       |
| Lavoriamo per Varese                        | Davide Galimberti ✔️ Sindaco | 16 741                | 53,20                 | 15 693  | 48,00   | 1 565                           | 5,06   | 2     |       |
| Progetto Concittadin*                       | Davide Galimberti ✔️ Sindaco | 16 741                | 53,20                 | 15 693  | 48,00   | 1 286                           | 4,16   | 2     |       |
| Europa Verde                                | Davide Galimberti ✔️ Sindaco | 16 741                | 53,20                 | 15 693  | 48,00   | 597                             | 1,93   | –     |       |
| Movimento 5 Stelle                          | Davide Galimberti ✔️ Sindaco | 16 741                | 53,20                 | 15 693  | 48,00   | 508                             | 1,64   | –     |       |
| Partito Socialista Italiano                 | Davide Galimberti ✔️ Sindaco | 16 741                | 53,20                 | 15 693  | 48,00   | 309                             | 1,00   | –     |       |
| Volt – Varese Radicale                      | Davide Galimberti ✔️ Sindaco | 16 741                | 53,20                 | 15 693  | 48,00   | 157                             | 0,51   | –     |       |
|                                             | Matteo Luigi Bianchi         | 14 729                | 46,80                 | 14 674  | 44,89   | Lega                            | 4 557  | 14,74 | 4     |
| Varese con Bianchi Sindaco (FI – NcI – PdF) | Matteo Luigi Bianchi         | 14 729                | 46,80                 | 14 674  | 44,89   | 4 202                           | 13,59  | 3     |       |
| Fratelli d'Italia                           | Matteo Luigi Bianchi         | 14 729                | 46,80                 | 14 674  | 44,89   | 2 146                           | 6,94   | 2     |       |
| Per una Grande Varese                       | Matteo Luigi Bianchi         | 14 729                | 46,80                 | 14 674  | 44,89   | 1 591                           | 5,15   | 1     |       |
| Varese Ideale                               | Matteo Luigi Bianchi         | 14 729                | 46,80                 | 14 674  | 44,89   | 1 497                           | 4,84   | 1     |       |
| Seggio di coalizione                        | Seggio di coalizione         | Seggio di coalizione  | 46,80                 | 14 674  | 44,89   | 1                               |        |       |       |
|                                             | Daniele Zanzi                | Daniele Zanzi         | Daniele Zanzi         | 902     | 2,76    | Varese 20                       | 858    | 2,78  | –     |
|                                             | Carlo Alberto Coletto        | Carlo Alberto Coletto | Carlo Alberto Coletto | 651     | 1,99    | Azione                          | 656    | 2,12  | –     |
|                                             | Caterina Cazzato             | Caterina Cazzato      | Caterina Cazzato      | 363     | 1,11    | Noi Civici per Varese           | 342    | 1,11  | –     |
|                                             | Francesco Tomasella          | Francesco Tomasella   | Francesco Tomasella   | 260     | 0,80    | Varese Libera                   | 246    | 0,80  | –     |
|                                             | Giuseppe Pitarresi           | Giuseppe Pitarresi    | Giuseppe Pitarresi    | 148     | 0,45    | Sinistra Alternativa per Varese | 139    | 0,45  | –     |
| Totale                                      | Totale                       | 31 470                | 100                   | 32 691  | 100     |                                 | 30 917 | 100   | 32    |
|                                             |                              |                       |                       |         |         |                                 |        |       |       |
| Fonte: Ministero dell'interno               |                              |                       |                       |         |         |                                 |        |       |       |

1. ↑  Include Forza Nuova e Vox Italia

### Friuli-Venezia Giulia

#### Pordenone
|                      | Alessandro Ciriani ✔️ Sindaco | 14 755               | 65,38 | Pordenone Cambia                   | 5 374  | 27,58 | 12 |  |  |
| Fratelli d'Italia    | Alessandro Ciriani ✔️ Sindaco | 14 755               | 65,38 | 2 551                              | 13,09  | 6     |    |  |  |
| Forza Italia – UDC   | Alessandro Ciriani ✔️ Sindaco | 14 755               | 65,38 | 2 510                              | 12,88  | 5     |    |  |  |
| Lega                 | Alessandro Ciriani ✔️ Sindaco | 14 755               | 65,38 | 1 666                              | 8,55   | 3     |    |  |  |
| Progetto FVG         | Alessandro Ciriani ✔️ Sindaco | 14 755               | 65,38 | 701                                | 3,60   | 1     |    |  |  |
|                      | Gianni Zanolin                | 6 745                | 29,89 | Partito Democratico                | 3 217  | 16,51 | 6  |  |  |
| La Civica            | Gianni Zanolin                | 6 745                | 29,89 | 1 132                              | 5,81   | 2     |    |  |  |
| Il Bene Comune       | Gianni Zanolin                | 6 745                | 29,89 | 1 055                              | 5,41   | 2     |    |  |  |
| Movimento 5 Stelle   | Gianni Zanolin                | 6 745                | 29,89 | 578                                | 2,97   | 1     |    |  |  |
| Seggio di coalizione | Seggio di coalizione          | Seggio di coalizione | 29,89 | 1                                  |        |       |    |  |  |
|                      | Anna Ciriani                  | 725                  | 3,21  | #AmiAmoPordenone                   | 467    | 2,40  | 1  |  |  |
|                      | Vitto Claut                   | 343                  | 1,52  | Coalizione Etica - Gilet Arancioni | 237    | 1,22  | –  |  |  |
| Totale               | Totale                        | 22 568               | 100   |                                    | 19 488 | 100   | 40 |  |  |
|                      |                               |                      |       |                                    |        |       |    |  |  |
| Fonte: Regione FVG   |                               |                      |       |                                    |        |       |    |  |  |

1. ↑  Include Sinistra Italiana
2. ↑  Include Popolari per l'Italia
3. ↑  Include il Partito Valore Umano e la Lista Consumatori/Codacons

#### Trieste
| Candidati                   | Candidati                   | II turno             | II turno            | I turno | I turno | Liste                                                           | Voti   | %     | Seggi |
| Candidati                   | Candidati                   | Voti                 | %                   | Voti    | %       | Liste                                                           | Voti   | %     | Seggi |
| --------------------------- | --------------------------- | -------------------- | ------------------- | ------- | ------- | --------------------------------------------------------------- | ------ | ----- | ----- |
|                             | Roberto Dipiazza ✔️ Sindaco | 38 683               | 51,37               | 38 847  | 46,89   | Fratelli d'Italia                                               | 10 336 | 15,54 | 8     |
| Dipiazza per Trieste        | Roberto Dipiazza ✔️ Sindaco | 38 683               | 51,37               | 38 847  | 46,89   | 7 397                                                           | 11,12  | 6     |       |
| Lega                        | Roberto Dipiazza ✔️ Sindaco | 38 683               | 51,37               | 38 847  | 46,89   | 6 869                                                           | 10,32  | 5     |       |
| Forza Italia                | Roberto Dipiazza ✔️ Sindaco | 38 683               | 51,37               | 38 847  | 46,89   | 5 656                                                           | 8,50   | 4     |       |
| Noi con l'Italia            | Roberto Dipiazza ✔️ Sindaco | 38 683               | 51,37               | 38 847  | 46,89   | 1 231                                                           | 1,85   | 1     |       |
| Cambiamo Trieste            | Roberto Dipiazza ✔️ Sindaco | 38 683               | 51,37               | 38 847  | 46,89   | 733                                                             | 1,10   | –     |       |
|                             | Francesco Russo             | 36 619               | 48,63               | 26 237  | 31,67   | Partito Democratico                                             | 11 012 | 16,55 | 7     |
| Lista Russo - Punto Franco  | Francesco Russo             | 36 619               | 48,63               | 26 237  | 31,67   | 5 483                                                           | 8,24   | 3     |       |
| TS 21-26                    | Francesco Russo             | 36 619               | 48,63               | 26 237  | 31,67   | 1 311                                                           | 1,97   | –     |       |
| Uniti per un'Altra Città    | Francesco Russo             | 36 619               | 48,63               | 26 237  | 31,67   | 842                                                             | 1,27   | –     |       |
| Partito Animalista Italiano | Francesco Russo             | 36 619               | 48,63               | 26 237  | 31,67   | 372                                                             | 0,56   | –     |       |
| Noi Pensionati Insieme      | Francesco Russo             | 36 619               | 48,63               | 26 237  | 31,67   | 356                                                             | 0,54   | –     |       |
| Seggio di coalizione        | Seggio di coalizione        | Seggio di coalizione | 48,63               | 26 237  | 31,67   | 1                                                               |        |       |       |
|                             | Riccardo Laterza            | Riccardo Laterza     | Riccardo Laterza    | 7 117   | 8,59    | Adesso Trieste                                                  | 5 912  | 8,89  | 3     |
|                             | Ugo Rossi                   | Ugo Rossi            | Ugo Rossi           | 3 738   | 4,51    | Movimento 3V                                                    | 3 014  | 4,53  | 1     |
|                             | Alessandra Richetti         | Alessandra Richetti  | Alessandra Richetti | 2 836   | 3,42    | Movimento 5 Stelle                                              | 2 379  | 3,58  | 1     |
|                             | Tiziana Cimolino            | Tiziana Cimolino     | Tiziana Cimolino    | 1 386   | 1,67    | Sinistra in Comune                                              | 645    | 0,97  | –     |
| Europa Verde                | Tiziana Cimolino            | Tiziana Cimolino     | Tiziana Cimolino    | 1 386   | 1,67    | 511                                                             | 0,77   | –     |       |
|                             | Giorgio Marchesich          | Giorgio Marchesich   | Giorgio Marchesich  | 1 127   | 1,36    | Federazione per l'Indipendenza del Territorio Libero di Trieste | 964    | 1,45  | –     |
|                             | Franco Bandelli             | Franco Bandelli      | Franco Bandelli     | 761     | 0,92    | Futura                                                          | 685    | 1,03  | –     |
|                             | Arlon Stok                  | Arlon Stok           | Arlon Stok          | 491     | 0,59    | Podemo                                                          | 383    | 0,58  | –     |
|                             | Aurora Marconi              | Aurora Marconi       | Aurora Marconi      | 308     | 0,37    | Trieste Verde                                                   | 276    | 0,41  | –     |
| Totale                      | Totale                      | 75 302               | 100                 | 82 848  | 100     |                                                                 | 66 529 | 100   | 40    |
|                             |                             |                      |                     |         |         |                                                                 |        |       |       |
| Fonte: Regione FVG          |                             |                      |                     |         |         |                                                                 |        |       |       |

1. ↑  Include Azione e Volt
2. ↑  Include Italia Viva, Cittadini, Slovenska Skupnost e PSI
3. ↑  Lista legata a Sinistra Italiana e sostenuta anche dal Patto per l'Autonomia

### Liguria

#### Savona
| Candidati                       | Candidati              | II turno             | II turno          | I turno | I turno | Liste                              | Voti   | %     | Seggi |
| Candidati                       | Candidati              | Voti                 | %                 | Voti    | %       | Liste                              | Voti   | %     | Seggi |
| ------------------------------- | ---------------------- | -------------------- | ----------------- | ------- | ------- | ---------------------------------- | ------ | ----- | ----- |
|                                 | Marco Russo ✔️ Sindaco | 13 883               | 62,25             | 11 971  | 47,79   | Partito Democratico – Articolo Uno | 4 764  | 20,12 | 9     |
| Patto per Savona                | Marco Russo ✔️ Sindaco | 13 883               | 62,25             | 11 971  | 47,79   | 2 794                              | 11,80  | 5     |       |
| RiformiAMO Savona               | Marco Russo ✔️ Sindaco | 13 883               | 62,25             | 11 971  | 47,79   | 2 194                              | 9,26   | 4     |       |
| Sinistra per Savona             | Marco Russo ✔️ Sindaco | 13 883               | 62,25             | 11 971  | 47,79   | 1 571                              | 6,63   | 2     |       |
|                                 | Angelo Schirru         | 8 419                | 37,75             | 9 346   | 37,31   | Toti per Savona                    | 3 113  | 13,15 | 3     |
| Lega                            | Angelo Schirru         | 8 419                | 37,75             | 9 346   | 37,31   | 2 444                              | 10,32  | 2     |       |
| Fratelli d'Italia               | Angelo Schirru         | 8 419                | 37,75             | 9 346   | 37,31   | 1 634                              | 6,90   | 2     |       |
| Lista Civica Schirru Sindaco    | Angelo Schirru         | 8 419                | 37,75             | 9 346   | 37,31   | 1 410                              | 5,95   | 1     |       |
| Forza Italia – Unione di Centro | Angelo Schirru         | 8 419                | 37,75             | 9 346   | 37,31   | 409                                | 1,73   | –     |       |
| Seggio di coalizione            | Seggio di coalizione   | Seggio di coalizione | 37,75             | 9 346   | 37,31   | 1                                  |        |       |       |
|                                 | Manuel Meles           | Manuel Meles         | Manuel Meles      | 2 448   | 9,77    | Movimento 5 Stelle                 | 1 526  | 6,44  | 1     |
| ConTe per Savona                | Manuel Meles           | Manuel Meles         | Manuel Meles      | 2 448   | 9,77    | 634                                | 2,68   | –     |       |
| Seggio di coalizione            | Seggio di coalizione   | Seggio di coalizione | Manuel Meles      | 2 448   | 9,77    | 1                                  |        |       |       |
|                                 | Luca Aschei            | Luca Aschei          | Luca Aschei       | 972     | 3,88    | Andare Oltre                       | 871    | 3,68  | 1     |
|                                 | Francesco Versace      | Francesco Versace    | Francesco Versace | 312     | 1,25    | Noi con l'Italia - Savona Popolare | 317    | 1,34  | –     |
| Totale                          | Totale                 | 22 302               | 100               | 25 049  | 100     |                                    | 23 681 | 100   | 32    |
|                                 |                        |                      |                   |         |         |                                    |        |       |       |
| Fonte: Ministero dell'interno   |                        |                      |                   |         |         |                                    |        |       |       |

1. ↑  Include Italia in Comune
2. ↑  Include Italia Viva, Azione, +Europa e Democrazia Solidale
3. ↑  Include Sinistra Italiana e Partito della Rifondazione Comunista

### Emilia-Romagna

#### Bologna
|                                                       | Matteo Lepore ✔️ Sindaco | 94 565               | 61,90 | Partito Democratico                       | 53 486  | 36,50 | 16 |  |  |
| Coalizione Civica - Coraggiosa, Ecologista e Solidale | Matteo Lepore ✔️ Sindaco | 94 565               | 61,90 | 10 722                                    | 7,32    | 3     |    |  |  |
| Matteo Lepore Sindaco                                 | Matteo Lepore ✔️ Sindaco | 94 565               | 61,90 | 9 303                                     | 6,35    | 2     |    |  |  |
| Anche tu Conti                                        | Matteo Lepore ✔️ Sindaco | 94 565               | 61,90 | 8 376                                     | 5,72    | 2     |    |  |  |
| Movimento 5 Stelle                                    | Matteo Lepore ✔️ Sindaco | 94 565               | 61,90 | 4 938                                     | 3,37    | 1     |    |  |  |
| Europa Verde                                          | Matteo Lepore ✔️ Sindaco | 94 565               | 61,90 | 4 113                                     | 2,81    | 1     |    |  |  |
| Volt Italia – PSI                                     | Matteo Lepore ✔️ Sindaco | 94 565               | 61,90 | 1 335                                     | 0,91    | –     |    |  |  |
|                                                       | Fabio Battistini         | 45 282               | 29,64 | Fratelli d'Italia                         | 18 514  | 12,63 | 5  |  |  |
| Lega                                                  | Fabio Battistini         | 45 282               | 29,64 | 11 346                                    | 7,74    | 3     |    |  |  |
| Bologna ci piace                                      | Fabio Battistini         | 45 282               | 29,64 | 6 640                                     | 4,53    | 1     |    |  |  |
| Forza Italia – Unione di Centro                       | Fabio Battistini         | 45 282               | 29,64 | 5 561                                     | 3,79    | 1     |    |  |  |
| Il Popolo della Famiglia                              | Fabio Battistini         | 45 282               | 29,64 | 598                                       | 0,41    | –     |    |  |  |
| Seggio di coalizione                                  | Seggio di coalizione     | Seggio di coalizione | 29,64 | 1                                         |         |       |    |  |  |
|                                                       | Marta Collot             | 3 801                | 2,49  | Potere al Popolo!                         | 3 355   | 2,29  | –  |  |  |
|                                                       | Stefano Sermenghi        | 3 053                | 2,00  | Bologna Forum Civico                      | 1 599   | 1,09  | –  |  |  |
| Italexit                                              | Stefano Sermenghi        | 3 053                | 2,00  | 1 075                                     | 0,73    | –     |    |  |  |
|                                                       | Andrea Tosatto           | 2 497                | 1,63  | Movimento 3V                              | 2 428   | 1,66  | –  |  |  |
|                                                       | Dora Palumbo             | 2 433                | 1,59  | Sinistra Unita per Bologna (PRC - PCI)    | 2 144   | 1,46  | –  |  |  |
|                                                       | Federico Bacchiocchi     | 625                  | 0,41  | Partito Comunista dei Lavoratori          | 597     | 0,41  | –  |  |  |
|                                                       | Luca Labanti             | 508                  | 0,33  | Movimento 24 Agosto - Equità Territoriale | 423     | 0,29  | –  |  |  |
| Totale                                                | Totale                   | 152 764              | 100   |                                           | 146 553 | 100   | 36 |  |  |
|                                                       |                          |                      |       |                                           |         |       |    |  |  |
| Fonte: Ministero dell'interno                         |                          |                      |       |                                           |         |       |    |  |  |

1. ↑  Lista legata a Emily Clancy (Coalizione Civica) e Elly Schlein (Emilia-Romagna Coraggiosa/Green Italia); include Articolo Uno, Sinistra Italiana e Possibile
2. ↑  Include Italia Viva e +Europa

#### Ravenna
|                                    | Michele De Pascale ✔️ Sindaco | 39 030               | 59,47 | Partito Democratico         | 22 740 | 36,33 | 15 |  |  |
| Lista per De Pascale Sindaco       | Michele De Pascale ✔️ Sindaco | 39 030               | 59,47 | 3 690                       | 5,89   | 2     |    |  |  |
| Ravenna Coraggiosa                 | Michele De Pascale ✔️ Sindaco | 39 030               | 59,47 | 3 360                       | 5,37   | 2     |    |  |  |
| Partito Repubblicano Italiano      | Michele De Pascale ✔️ Sindaco | 39 030               | 59,47 | 3 250                       | 5,19   | 2     |    |  |  |
| Movimento 5 Stelle                 | Michele De Pascale ✔️ Sindaco | 39 030               | 59,47 | 2 443                       | 3,90   | 1     |    |  |  |
| Ravenna in Campo                   | Michele De Pascale ✔️ Sindaco | 39 030               | 59,47 | 1 226                       | 1,96   | –     |    |  |  |
| Ambiente e Territorio per Maiolini | Michele De Pascale ✔️ Sindaco | 39 030               | 59,47 | 667                         | 1,07   | –     |    |  |  |
| Voci Protagoniste                  | Michele De Pascale ✔️ Sindaco | 39 030               | 59,47 | 387                         | 0,62   | –     |    |  |  |
|                                    | Filippo Donati                | 14 742               | 22,46 | Fratelli d'Italia           | 5 589  | 8,93  | 3  |  |  |
| Lega                               | Filippo Donati                | 14 742               | 22,46 | 5 238                       | 8,37   | 2     |    |  |  |
| Viva Ravenna                       | Filippo Donati                | 14 742               | 22,46 | 2 804                       | 4,48   | 1     |    |  |  |
| Seggio di coalizione               | Seggio di coalizione          | Seggio di coalizione | 22,46 | 1                           |        |       |    |  |  |
|                                    | Alvaro Ancisi                 | 3 300                | 5,03  | Lista per Ravenna           | 2 076  | 3,32  | –  |  |  |
| Animali Amici                      | Alvaro Ancisi                 | 3 300                | 5,03  | 426                         | 0,68   | –     |    |  |  |
| Ravenna per i Pensionati           | Alvaro Ancisi                 | 3 300                | 5,03  | 173                         | 0,28   | –     |    |  |  |
| Lista del Mare                     | Alvaro Ancisi                 | 3 300                | 5,03  | 167                         | 0,27   | –     |    |  |  |
| Il Popolo della Famiglia           | Alvaro Ancisi                 | 3 300                | 5,03  | 166                         | 0,27   | –     |    |  |  |
| Rinascimento per Ravenna           | Alvaro Ancisi                 | 3 300                | 5,03  | 137                         | 0,22   | –     |    |  |  |
| Seggio di coalizione               | Seggio di coalizione          | Seggio di coalizione | 5,03  | 1                           |        |       |    |  |  |
|                                    | Veronica Verlicchi            | 2 536                | 3,86  | La Pigna                    | 1 210  | 1,93  | –  |  |  |
| Forese in Comune                   | Veronica Verlicchi            | 2 536                | 3,86  | 365                         | 0,58   | –     |    |  |  |
| Italexit                           | Veronica Verlicchi            | 2 536                | 3,86  | 325                         | 0,52   | –     |    |  |  |
| Ravenna s'è Desta                  | Veronica Verlicchi            | 2 536                | 3,86  | 218                         | 0,35   | –     |    |  |  |
| Noi per i Lidi                     | Veronica Verlicchi            | 2 536                | 3,86  | 191                         | 0,31   | –     |    |  |  |
| Seggio di coalizione               | Seggio di coalizione          | Seggio di coalizione | 3,86  | 1                           |        |       |    |  |  |
|                                    | Alberto Ancarani              | 2 167                | 3,30  | Forza Italia                | 1 634  | 2,61  | –  |  |  |
| PrimaveRa                          | Alberto Ancarani              | 2 167                | 3,30  | 381                         | 0,61   | –     |    |  |  |
| Seggio di coalizione               | Seggio di coalizione          | Seggio di coalizione | 3,30  | 1                           |        |       |    |  |  |
|                                    | Emanuele Panizza              | 1 897                | 2,89  | Movimento 3V                | 1 848  | 2,95  | –  |  |  |
|                                    | Alessandro Bongarzone         | 556                  | 0,85  | Comunisti Uniti (PRC - PCI) | 547    | 0,87  | –  |  |  |
|                                    | Gianfranco Santini            | 491                  | 0,75  | Potere al Popolo!           | 462    | 0,74  | –  |  |  |
|                                    | Lorenzo Ferri                 | 435                  | 0,66  | Partito Comunista           | 411    | 0,66  | –  |  |  |
|                                    | Mauro Bertolino               | 324                  | 0,49  | Alleanza di Centro          | 323    | 0,52  | –  |  |  |
|                                    | Matteo Rossini                | 152                  | 0,23  | Riconquistare l'Italia      | 146    | 0,23  | –  |  |  |
| Totale                             | Totale                        | 65 630               | 100   |                             | 62 600 | 100   | 32 |  |  |
|                                    |                               |                      |       |                             |        |       |    |  |  |
| Fonte: Ministero dell'interno      |                               |                      |       |                             |        |       |    |  |  |

1. ↑  Include Articolo Uno e Sinistra Italiana
2. ↑  Lista che comprende Italia Viva e l'Italia dei Valori

#### Rimini
|                                                          | Jamil Sadegholvaad ✔️ Sindaco | 33 542               | 51,32 | Partito Democratico                   | 16 296 | 26,44 | 11 |  |  |
| Lista Jamil                                              | Jamil Sadegholvaad ✔️ Sindaco | 33 542               | 51,32 | 10 436                                | 16,93  | 7     |    |  |  |
| Rimini Futura – Azione                                   | Jamil Sadegholvaad ✔️ Sindaco | 33 542               | 51,32 | 2 209                                 | 3,58   | 1     |    |  |  |
| Rimini Coraggiosa                                        | Jamil Sadegholvaad ✔️ Sindaco | 33 542               | 51,32 | 1 636                                 | 2,65   | 1     |    |  |  |
| Europa Verde                                             | Jamil Sadegholvaad ✔️ Sindaco | 33 542               | 51,32 | 945                                   | 1,53   | –     |    |  |  |
|                                                          | Enzo Ceccarelli               | 21 525               | 32,94 | Fratelli d'Italia                     | 8 487  | 13,77 | 4  |  |  |
| Lega                                                     | Enzo Ceccarelli               | 21 525               | 32,94 | 8 293                                 | 13,46  | 4     |    |  |  |
| Ceccarelli Con Te (Forza Italia – UDC – NcI – Cambiamo!) | Enzo Ceccarelli               | 21 525               | 32,94 | 1 237                                 | 2,01   | –     |    |  |  |
| Lista Paesani                                            | Enzo Ceccarelli               | 21 525               | 32,94 | 1 082                                 | 1,76   | –     |    |  |  |
| Frisoni con Ceccarelli                                   | Enzo Ceccarelli               | 21 525               | 32,94 | 1 062                                 | 1,72   | –     |    |  |  |
| Il Popolo della Famiglia                                 | Enzo Ceccarelli               | 21 525               | 32,94 | 376                                   | 0,61   | –     |    |  |  |
| Rinascimento                                             | Enzo Ceccarelli               | 21 525               | 32,94 | 216                                   | 0,35   | –     |    |  |  |
| Seggio di coalizione                                     | Seggio di coalizione          | Seggio di coalizione | 32,94 | 1                                     |        |       |    |  |  |
|                                                          | Gloria Lisi                   | 5 835                | 8,93  | Rimini per Gloria Lisi sindaco        | 2 579  | 4,18  | 1  |  |  |
| Movimento 5 Stelle                                       | Gloria Lisi                   | 5 835                | 8,93  | 1 509                                 | 2,45   | –     |    |  |  |
| Rimini per le imprese                                    | Gloria Lisi                   | 5 835                | 8,93  | 463                                   | 0,75   | –     |    |  |  |
| Lista Benessere                                          | Gloria Lisi                   | 5 835                | 8,93  | 410                                   | 0,67   | –     |    |  |  |
| Un Futuro Verde                                          | Gloria Lisi                   | 5 835                | 8,93  | 120                                   | 0,19   | –     |    |  |  |
| A Political Party                                        | Gloria Lisi                   | 5 835                | 8,93  | 66                                    | 0,11   | –     |    |  |  |
| Seggio di coalizione                                     | Seggio di coalizione          | Seggio di coalizione | 8,93  | 1                                     |        |       |    |  |  |
|                                                          | Matteo Angelini               | 2 679                | 4,10  | Movimento 3V                          | 2 548  | 4,13  | –  |  |  |
| Seggio di coalizione                                     | Seggio di coalizione          | Seggio di coalizione | 4,10  | 1                                     |        |       |    |  |  |
|                                                          | Mario Erbetta                 | 1 181                | 1,81  | Erbetta Sindaco                       | 1 131  | 1,84  | –  |  |  |
|                                                          | Sergio Valentini              | 591                  | 0,90  | Rimini in Comune - Diritti a Sinistra | 583    | 0,95  | –  |  |  |
| Totale                                                   | Totale                        | 65 353               | 100   |                                       | 61 634 | 100   | 32 |  |  |
|                                                          |                               |                      |       |                                       |        |       |    |  |  |
| Fonte: Ministero dell'interno                            |                               |                      |       |                                       |        |       |    |  |  |

1. ↑  Include Nuovo PSI e i Circoli dell'Avanti!
2. ↑  Include Rifondazione Comunista

### Toscana

#### Grosseto
|                               | Antonfrancesco Vivarelli Colonna ✔️ Sindaco | 21 235               | 56,20 | Fratelli d'Italia          | 6 672  | 18,62 | 7  |  |  |
| Vivarelli Colonna Sindaco     | Antonfrancesco Vivarelli Colonna ✔️ Sindaco | 21 235               | 56,20 | 6 167                      | 17,21  | 6     |    |  |  |
| Lega                          | Antonfrancesco Vivarelli Colonna ✔️ Sindaco | 21 235               | 56,20 | 5 084                      | 14,19  | 5     |    |  |  |
| Forza Italia                  | Antonfrancesco Vivarelli Colonna ✔️ Sindaco | 21 235               | 56,20 | 2 462                      | 6,87   | 2     |    |  |  |
|                               | Leonardo Culicchi                           | 11 748               | 31,09 | Partito Democratico        | 6 864  | 19,16 | 7  |  |  |
| Grosseto Città Aperta         | Leonardo Culicchi                           | 11 748               | 31,09 | 2 067                      | 5,77   | 2     |    |  |  |
| Movimento 5 Stelle            | Leonardo Culicchi                           | 11 748               | 31,09 | 1 871                      | 5,22   | 1     |    |  |  |
| Europa Verde                  | Leonardo Culicchi                           | 11 748               | 31,09 | 276                        | 0,77   | –     |    |  |  |
| Seggio di coalizione          | Seggio di coalizione                        | Seggio di coalizione | 31,09 | 1                          |        |       |    |  |  |
|                               | Valerio Pizzuti                             | 2 073                | 5,49  | Valerio Pizzuti Sindaco    | 1 975  | 5,51  | 1  |  |  |
|                               | Emanuele Perugini                           | 913                  | 2,42  | Polo Civico per Grosseto   | 540    | 1,51  | –  |  |  |
| Insieme per Grosseto          | Emanuele Perugini                           | 913                  | 2,42  | 291                        | 0,81   | –     |    |  |  |
|                               | Marcello Campomori                          | 599                  | 1,59  | Grosseto al Centro         | 445    | 1,24  | –  |  |  |
|                               | Carlo Vivarelli                             | 554                  | 1,47  | Italexit                   | 505    | 1,41  | –  |  |  |
|                               | Matteo Di Fiore                             | 351                  | 0,93  | Potere al Popolo!          | 301    | 0,84  | –  |  |  |
|                               | Dario Bibbiani                              | 309                  | 0,82  | Partito Comunista Italiano | 297    | 0,83  | –  |  |  |
| Totale                        | Totale                                      | 37 782               | 100   |                            | 35 826 | 100   | 32 |  |  |
|                               |                                             |                      |       |                            |        |       |    |  |  |
| Fonte: Ministero dell'interno |                                             |                      |       |                            |        |       |    |  |  |

1. ↑  Include Rifondazione Comunista, Sinistra Italiana, Radicali Italiani e Articolo Uno
2. ↑  Include Azione, Italia Viva e PSI

### Lazio

#### Latina
Il TAR del Lazio, pronunciandosi sul ricorso R.G. 800/21, ha annullato i verbali di proclamazione del Sindaco e del Consiglio Comunale ed ha, contestualmente, disposto la ripetizione delle operazioni di voto relativamente al primo turno in ventidue sezioni elettorali; in tali sezioni, le votazioni sono state ripetute il 4 settembre 2022.
| Candidati                                                       | Candidati                  | II turno                 | II turno                 | I turno | I turno | Liste                      | Voti   | %     | Seggi |
| Candidati                                                       | Candidati                  | Voti                     | %                        | Voti    | %       | Liste                      | Voti   | %     | Seggi |
| --------------------------------------------------------------- | -------------------------- | ------------------------ | ------------------------ | ------- | ------- | -------------------------- | ------ | ----- | ----- |
|                                                                 | Damiano Coletta ✔️ Sindaco | 30 293                   | 54,90                    | 21 740  | 35,82   | Latina Bene Comune         | 7 114  | 12,38 | 5     |
| Partito Democratico – PSI                                       | Damiano Coletta ✔️ Sindaco | 30 293                   | 54,90                    | 21 740  | 35,82   | 6 810                      | 11,85  | 4     |       |
| Per Latina 2032                                                 | Damiano Coletta ✔️ Sindaco | 30 293                   | 54,90                    | 21 740  | 35,82   | 3 428                      | 5,97   | 2     |       |
| Riguarda Latina                                                 | Damiano Coletta ✔️ Sindaco | 30 293                   | 54,90                    | 21 740  | 35,82   | 1 487                      | 2,59   | 1     |       |
|                                                                 | Vincenzo Zaccheo           | 24 888                   | 45,10                    | 30 229  | 49,80   | Fratelli d'Italia          | 8 917  | 15,52 | 7     |
| Lega                                                            | Vincenzo Zaccheo           | 24 888                   | 45,10                    | 30 229  | 49,80   | 7 937                      | 13,82  | 3     |       |
| Forza Italia                                                    | Vincenzo Zaccheo           | 24 888                   | 45,10                    | 30 229  | 49,80   | 5 782                      | 10,06  | 3     |       |
| Latina nel Cuore                                                | Vincenzo Zaccheo           | 24 888                   | 45,10                    | 30 229  | 49,80   | 5 761                      | 10,03  | 3     |       |
| Unione di Centro                                                | Vincenzo Zaccheo           | 24 888                   | 45,10                    | 30 229  | 49,80   | 1 520                      | 2,65   | 1     |       |
| Vola Latina                                                     | Vincenzo Zaccheo           | 24 888                   | 45,10                    | 30 229  | 49,80   | 792                        | 1,38   | –     |       |
| Cambiamo!                                                       | Vincenzo Zaccheo           | 24 888                   | 45,10                    | 30 229  | 49,80   | 621                        | 1,08   | –     |       |
| Seggio di coalizione                                            | Seggio di coalizione       | Seggio di coalizione     | 45,10                    | 30 229  | 49,80   | 1                          |        |       |       |
|                                                                 | Annalisa Muzio             | Annalisa Muzio           | Annalisa Muzio           | 2 853   | 4,70    | Fare Latina                | 1 999  | 3,48  | –     |
| Partito Liberale Europeo                                        | Annalisa Muzio             | Annalisa Muzio           | Annalisa Muzio           | 2 853   | 4,70    | 212                        | 0,37   | –     |       |
| Seggio di coalizione                                            | Seggio di coalizione       | Seggio di coalizione     | Annalisa Muzio           | 2 853   | 4,70    | 1                          |        |       |       |
|                                                                 | Gianluca Bono              | Gianluca Bono            | Gianluca Bono            | 1 789   | 2,95    | Movimento 5 Stelle (A)     | 1 711  | 2,98  | –     |
|                                                                 | Antonio Bottoni            | Antonio Bottoni          | Antonio Bottoni          | 1 743   | 2,87    | Siamo Latina               | 639    | 1,11  | –     |
| Fiamma Tricolore                                                | Antonio Bottoni            | Antonio Bottoni          | Antonio Bottoni          | 1 743   | 2,87    | 406                        | 0,71   | –     |       |
| Legalità e Sicurezza                                            | Antonio Bottoni            | Antonio Bottoni          | Antonio Bottoni          | 1 743   | 2,87    | 216                        | 0,38   | –     |       |
|                                                                 | Nicoletta Zuliani          | Nicoletta Zuliani        | Nicoletta Zuliani        | 1 714   | 2,82    | Nicoletta Zuliani Sindaco  | 1 522  | 2,65  | –     |
|                                                                 | Sergio Sciaudone           | Sergio Sciaudone         | Sergio Sciaudone         | 360     | 0,59    | Solidarietà Sociale        | 314    | 0,55  | –     |
|                                                                 | Andrea Ambrosetti          | Andrea Ambrosetti        | Andrea Ambrosetti        | 192     | 0,32    | Partito Comunista Italiano | 185    | 0,32  | –     |
|                                                                 | Giuseppe Antonio Mancino   | Giuseppe Antonio Mancino | Giuseppe Antonio Mancino | 75      | 0,12    | Sinistra Italiana          | 74     | 0,13  | –     |
| Totale                                                          | Totale                     | 55 181                   | 100                      | 60 695  | 100     |                            | 57 447 | 100   | 32    |
|                                                                 |                            |                          |                          |         |         |                            |        |       |       |
| Ministero dell'Interno: ottobre 2021 (annullato) settembre 2022 |                            |                          |                          |         |         |                            |        |       |       |

1. ↑  Include Articolo Uno
2. ↑  Include Azione e +Europa

#### Roma
1. ↑  Include Sinistra x Roma, Articolo Uno, Sinistra Italiana, èViva, Liberare Roma, Partito Animalista Italiano e Verde è Popolare
2. ↑  Include Possibile, Green Italia, Volt, Radicali Italiani e Movimenta
3. ↑  Lista che comprende anche Movimento Cantiere Italia, Democrazia del Popolo e Rivoluzione Animalista
4. ↑  Lista civica di Azione che include anche esponenti di +Europa, Italia Viva e Partito Repubblicano Italiano
5. ↑  Lista legata ad Alessandro Di Battista, Alessandro Bianchi e Alfonso Pecoraro Scanio
6. ↑  Lista sostenuta anche da Italexit e Vox Italia (cfr. Romatoday)
7. ↑  Include Movimento Nazionale - La rete dei patrioti
8. ↑  Contro le indicazioni della sua componente di appartenenza L'Alternativa C'è, da cui si allontana contestualmente dopo le amministrative

### Molise

#### Isernia
| Candidati                           | Candidati                   | II turno             | II turno       | I turno | I turno | Liste             | Voti   | %     | Seggi |
| Candidati                           | Candidati                   | Voti                 | %              | Voti    | %       | Liste             | Voti   | %     | Seggi |
| ----------------------------------- | --------------------------- | -------------------- | -------------- | ------- | ------- | ----------------- | ------ | ----- | ----- |
|                                     | Piero Castrataro ✔️ Sindaco | 6 442                | 58,72          | 5 271   | 41,66   | Isernia Futura    | 1 556  | 12,74 | 7     |
| Partito Democratico                 | Piero Castrataro ✔️ Sindaco | 6 442                | 58,72          | 5 271   | 41,66   | 1 175             | 9,62   | 6     |       |
| Volt                                | Piero Castrataro ✔️ Sindaco | 6 442                | 58,72          | 5 271   | 41,66   | 803               | 6,58   | 4     |       |
| Movimento 5 Stelle                  | Piero Castrataro ✔️ Sindaco | 6 442                | 58,72          | 5 271   | 41,66   | 459               | 3,76   | 2     |       |
| Isernia Verde e Solidale (PSI – SI) | Piero Castrataro ✔️ Sindaco | 6 442                | 58,72          | 5 271   | 41,66   | 282               | 2,31   | 1     |       |
|                                     | Gabriele Melogli            | 4 529                | 41,28          | 5 425   | 42,88   | Forza Italia      | 2 056  | 16,84 | 3     |
| Isernia Migliore                    | Gabriele Melogli            | 4 529                | 41,28          | 5 425   | 42,88   | 1 042             | 8,53   | 1     |       |
| Unione di Centro                    | Gabriele Melogli            | 4 529                | 41,28          | 5 425   | 42,88   | 704               | 5,77   | 1     |       |
| Popolari per l'Italia               | Gabriele Melogli            | 4 529                | 41,28          | 5 425   | 42,88   | 630               | 5,16   | 1     |       |
| Iris                                | Gabriele Melogli            | 4 529                | 41,28          | 5 425   | 42,88   | 621               | 5,09   | 1     |       |
| Rinascimento                        | Gabriele Melogli            | 4 529                | 41,28          | 5 425   | 42,88   | 561               | 4,59   | 1     |       |
| Lega                                | Gabriele Melogli            | 4 529                | 41,28          | 5 425   | 42,88   | 364               | 2,98   | –     |       |
| Seggio di coalizione                | Seggio di coalizione        | Seggio di coalizione | 41,28          | 5 425   | 42,88   | 1                 |        |       |       |
|                                     | Cosmo Tedeschi              | Cosmo Tedeschi       | Cosmo Tedeschi | 1 956   | 15,46   | Fratelli d’Italia | 1 025  | 8,39  | 2     |
| Progetto per Isernia                | Cosmo Tedeschi              | Cosmo Tedeschi       | Cosmo Tedeschi | 1 956   | 15,46   | 480               | 3,93   | –     |       |
| Isernia Civica                      | Cosmo Tedeschi              | Cosmo Tedeschi       | Cosmo Tedeschi | 1 956   | 15,46   | 402               | 3,29   | –     |       |
| Officina delle Idee                 | Cosmo Tedeschi              | Cosmo Tedeschi       | Cosmo Tedeschi | 1 956   | 15,46   | 51                | 0,42   | –     |       |
| Seggio di coalizione                | Seggio di coalizione        | Seggio di coalizione | Cosmo Tedeschi | 1 956   | 15,46   | 1                 |        |       |       |
| Totale                              | Totale                      | 10 971               | 100            | 12 652  | 100     |                   | 12 211 | 100   | 32    |
|                                     |                             |                      |                |         |         |                   |        |       |       |
| Fonte: Ministero dell'interno       |                             |                      |                |         |         |                   |        |       |       |

### Campania

#### Benevento
| Candidati                                       | Candidati                    | II turno             | II turno       | I turno | I turno | Liste                      | Voti   | %     | Seggi |
| Candidati                                       | Candidati                    | Voti                 | %              | Voti    | %       | Liste                      | Voti   | %     | Seggi |
| ----------------------------------------------- | ---------------------------- | -------------------- | -------------- | ------- | ------- | -------------------------- | ------ | ----- | ----- |
|                                                 | Clemente Mastella ✔️ Sindaco | 15 474               | 52,68          | 17 684  | 49,37   | Noi Sanniti per Mastella   | 3 698  | 10,59 | 4     |
| Benevento Bellissima                            | Clemente Mastella ✔️ Sindaco | 15 474               | 52,68          | 17 684  | 49,37   | 2 870                      | 8,22   | 3     |       |
| Noi Campani                                     | Clemente Mastella ✔️ Sindaco | 15 474               | 52,68          | 17 684  | 49,37   | 2 553                      | 7,31   | 3     |       |
| Lista Mastella                                  | Clemente Mastella ✔️ Sindaco | 15 474               | 52,68          | 17 684  | 49,37   | 2 480                      | 7,10   | 3     |       |
| Meglio Noi                                      | Clemente Mastella ✔️ Sindaco | 15 474               | 52,68          | 17 684  | 49,37   | 1 840                      | 5,27   | 2     |       |
| Essere Democratici                              | Clemente Mastella ✔️ Sindaco | 15 474               | 52,68          | 17 684  | 49,37   | 1 824                      | 5,22   | 2     |       |
| Insieme per Benevento                           | Clemente Mastella ✔️ Sindaco | 15 474               | 52,68          | 17 684  | 49,37   | 1 705                      | 4,88   | 2     |       |
| Sannio Libero                                   | Clemente Mastella ✔️ Sindaco | 15 474               | 52,68          | 17 684  | 49,37   | 1 175                      | 3,36   | 1     |       |
| Riformisti e Popolari                           | Clemente Mastella ✔️ Sindaco | 15 474               | 52,68          | 17 684  | 49,37   | 574                        | 1,64   | –     |       |
| Forza Benevento                                 | Clemente Mastella ✔️ Sindaco | 15 474               | 52,68          | 17 684  | 49,37   | 518                        | 1,48   | –     |       |
|                                                 | Luigi Diego Perifano         | 13 899               | 47,32          | 11 607  | 32,41   | Partito Democratico        | 5 028  | 14,39 | 4     |
| Città Aperta                                    | Luigi Diego Perifano         | 13 899               | 47,32          | 11 607  | 32,41   | 2 815                      | 8,06   | 2     |       |
| Civici e Riformisti                             | Luigi Diego Perifano         | 13 899               | 47,32          | 11 607  | 32,41   | 1 494                      | 4,28   | 1     |       |
| Centro Democratico                              | Luigi Diego Perifano         | 13 899               | 47,32          | 11 607  | 32,41   | 1 333                      | 3,82   | 1     |       |
| La Tua Benevento Futuro                         | Luigi Diego Perifano         | 13 899               | 47,32          | 11 607  | 32,41   | 448                        | 1,28   | –     |       |
| Seggio di coalizione                            | Seggio di coalizione         | Seggio di coalizione | 47,32          | 11 607  | 32,41   | 1                          |        |       |       |
|                                                 | Angelo Moretti               | Angelo Moretti       | Angelo Moretti | 4 724   | 13,19   | Angelo Moretti Sindaco (A) | 2 563  | 7,34  | 1     |
| Altra Benevento è Possibile (A)                 | Angelo Moretti               | Angelo Moretti       | Angelo Moretti | 4 724   | 13,19   | 435                        | 1,25   | –     |       |
| Europa Verde – Per le Persone e la Comunità (A) | Angelo Moretti               | Angelo Moretti       | Angelo Moretti | 4 724   | 13,19   | 363                        | 1,04   | –     |       |
| Seggio di coalizione                            | Seggio di coalizione         | Seggio di coalizione | Angelo Moretti | 4 724   | 13,19   | 1                          |        |       |       |
|                                                 | Rosa De Stasio               | Rosa De Stasio       | Rosa De Stasio | 1 802   | 5,03    | Prima Benevento            | 638    | 1,83  | –     |
| Fratelli d’Italia                               | Rosa De Stasio               | Rosa De Stasio       | Rosa De Stasio | 1 802   | 5,03    | 579                        | 1,66   | –     |       |
| Seggio di coalizione                            | Seggio di coalizione         | Seggio di coalizione | Rosa De Stasio | 1 802   | 5,03    | 1                          |        |       |       |
| Totale                                          | Totale                       | 29 373               | 100            | 35 817  | 100     |                            | 34 933 | 100   | 32    |
|                                                 |                              |                      |                |         |         |                            |        |       |       |
| Fonte: Ministero dell'interno                   |                              |                      |                |         |         |                            |        |       |       |

1. ↑  Lista legata a Sandra Lonardo
2. ↑  Lista legata a Vincenzo De Luca che include anche Italia Viva
3. ↑  Include anche l'UDC

#### Caserta
| Candidati                          | Candidati               | II turno             | II turno         | I turno | I turno | Liste                       | Voti   | %     | Seggi |
| Candidati                          | Candidati               | Voti                 | %                | Voti    | %       | Liste                       | Voti   | %     | Seggi |
| ---------------------------------- | ----------------------- | -------------------- | ---------------- | ------- | ------- | --------------------------- | ------ | ----- | ----- |
|                                    | Carlo Marino ✔️ Sindaco | 15 196               | 53,65            | 14 394  | 35,34   | Moderati Insieme            | 4 861  | 12,38 | 7     |
| Partito Democratico                | Carlo Marino ✔️ Sindaco | 15 196               | 53,65            | 14 394  | 35,34   | 3 444                       | 8,77   | 4     |       |
| Italia Viva                        | Carlo Marino ✔️ Sindaco | 15 196               | 53,65            | 14 394  | 35,34   | 2 497                       | 6,36   | 3     |       |
| Noi Campani                        | Carlo Marino ✔️ Sindaco | 15 196               | 53,65            | 14 394  | 35,34   | 2 201                       | 5,61   | 3     |       |
| Origini (CD – Radici Casertane)    | Carlo Marino ✔️ Sindaco | 15 196               | 53,65            | 14 394  | 35,34   | 1 771                       | 4,51   | 2     |       |
| Socialisti Uniti                   | Carlo Marino ✔️ Sindaco | 15 196               | 53,65            | 14 394  | 35,34   | 963                         | 2,45   | 1     |       |
| Azione                             | Carlo Marino ✔️ Sindaco | 15 196               | 53,65            | 14 394  | 35,34   | 641                         | 1,63   | –     |       |
|                                    | Gianpiero Zinzi         | 13 129               | 46,35            | 12 244  | 30,06   | Gianpiero Zinzi per Caserta | 4 151  | 10,57 | 3     |
| Fratelli d'Italia                  | Gianpiero Zinzi         | 13 129               | 46,35            | 12 244  | 30,06   | 3 116                       | 7,94   | 2     |       |
| Prima Caserta                      | Gianpiero Zinzi         | 13 129               | 46,35            | 12 244  | 30,06   | 2 061                       | 5,25   | 1     |       |
| Forza Italia                       | Gianpiero Zinzi         | 13 129               | 46,35            | 12 244  | 30,06   | 1 075                       | 2,74   | –     |       |
| Caserta nel Cuore                  | Gianpiero Zinzi         | 13 129               | 46,35            | 12 244  | 30,06   | 1 011                       | 2,58   | –     |       |
| UDC – DC – Caserta di Idee         | Gianpiero Zinzi         | 13 129               | 46,35            | 12 244  | 30,06   | 350                         | 0,89   | –     |       |
| Caserta Nuova                      | Gianpiero Zinzi         | 13 129               | 46,35            | 12 244  | 30,06   | 295                         | 0,75   | –     |       |
| Caserta Green - No al biodigestore | Gianpiero Zinzi         | 13 129               | 46,35            | 12 244  | 30,06   | 62                          | 0,16   | –     |       |
| Seggio di coalizione               | Seggio di coalizione    | Seggio di coalizione | 46,35            | 12 244  | 30,06   | 1                           |        |       |       |
|                                    | Pio Del Gaudio          | Pio Del Gaudio       | Pio Del Gaudio   | 5 282   | 12,97   | Caserta Tu                  | 1 197  | 3,05  | 1     |
| Casertiamo                         | Pio Del Gaudio          | Pio Del Gaudio       | Pio Del Gaudio   | 5 282   | 12,97   | 1 057                       | 2,69   | –     |       |
| Città Futura                       | Pio Del Gaudio          | Pio Del Gaudio       | Pio Del Gaudio   | 5 282   | 12,97   | 662                         | 1,69   | –     |       |
| Autonomi e Partite Iva             | Pio Del Gaudio          | Pio Del Gaudio       | Pio Del Gaudio   | 5 282   | 12,97   | 393                         | 1,00   | –     |       |
| Pio Del Gaudio Sindaco             | Pio Del Gaudio          | Pio Del Gaudio       | Pio Del Gaudio   | 5 282   | 12,97   | 232                         | 0,59   | –     |       |
| Caserta Verde                      | Pio Del Gaudio          | Pio Del Gaudio       | Pio Del Gaudio   | 5 282   | 12,97   | 198                         | 0,50   | –     |       |
| Rinascimento                       | Pio Del Gaudio          | Pio Del Gaudio       | Pio Del Gaudio   | 5 282   | 12,97   | 155                         | 0,39   | –     |       |
| Partito Repubblicano Italiano      | Pio Del Gaudio          | Pio Del Gaudio       | Pio Del Gaudio   | 5 282   | 12,97   | 63                          | 0,16   | –     |       |
| CMI - Partito Meridionalista       | Pio Del Gaudio          | Pio Del Gaudio       | Pio Del Gaudio   | 5 282   | 12,97   | 59                          | 0,15   | –     |       |
| Seggio di coalizione               | Seggio di coalizione    | Seggio di coalizione | Pio Del Gaudio   | 5 282   | 12,97   | 1                           |        |       |       |
|                                    | Romolo Vignola          | Romolo Vignola       | Romolo Vignola   | 4 350   | 10,68   | Speranza per Caserta        | 1 661  | 4,23  | 1     |
| Io Firmo per Caserta               | Romolo Vignola          | Romolo Vignola       | Romolo Vignola   | 4 350   | 10,68   | 1 449                       | 3,69   | –     |       |
| Movimento Per                      | Romolo Vignola          | Romolo Vignola       | Romolo Vignola   | 4 350   | 10,68   | 420                         | 1,07   | –     |       |
| Seggio di coalizione               | Seggio di coalizione    | Seggio di coalizione | Romolo Vignola   | 4 350   | 10,68   | 1                           |        |       |       |
|                                    | Raffaele Giovine        | Raffaele Giovine     | Raffaele Giovine | 3 288   | 8,07    | Caserta Decide!             | 2 053  | 5,23  | –     |
| VivaCE                             | Raffaele Giovine        | Raffaele Giovine     | Raffaele Giovine | 3 288   | 8,07    | 150                         | 0,38   | –     |       |
| Seggio di coalizione               | Seggio di coalizione    | Seggio di coalizione | Raffaele Giovine | 3 288   | 8,07    | 1                           |        |       |       |
|                                    | Errico Ronzo            | Errico Ronzo         | Errico Ronzo     | 888     | 2,18    | Io Partecipo                | 865    | 2,20  | –     |
|                                    | Ciro Guerriero          | Ciro Guerriero       | Ciro Guerriero   | 286     | 0,70    | Caserta Kest'è              | 145    | 0,37  | –     |
| Totale                             | Totale                  | 28 325               | 100              | 40 732  | 100     |                             | 39 258 | 100   | 32    |
|                                    |                         |                      |                  |         |         |                             |        |       |       |
| Fonte: Ministero dell'interno      |                         |                      |                  |         |         |                             |        |       |       |

1. ↑  Include il PSI e i Circoli dell'Avanti

#### Napoli
|                                                               | Gaetano Manfredi ✔️ Sindaco | 218 087              | 62,88 | Partito Democratico                       | 39 904  | 12,20 | 6  |  |  |
| Lista Manfredi Sindaco                                        | Gaetano Manfredi ✔️ Sindaco | 218 087              | 62,88 | 32 451                                    | 9,92    | 5     |    |  |  |
| Movimento 5 Stelle                                            | Gaetano Manfredi ✔️ Sindaco | 218 087              | 62,88 | 31 805                                    | 9,73    | 5     |    |  |  |
| Azzurri – Noi Sud – Napoli Viva                               | Gaetano Manfredi ✔️ Sindaco | 218 087              | 62,88 | 17 791                                    | 5,44    | 2     |    |  |  |
| Napoli Libera                                                 | Gaetano Manfredi ✔️ Sindaco | 218 087              | 62,88 | 15 053                                    | 4,60    | 2     |    |  |  |
| Noi Campani per la Città                                      | Gaetano Manfredi ✔️ Sindaco | 218 087              | 62,88 | 13 164                                    | 4,03    | 2     |    |  |  |
| Napoli Solidale Sinistra                                      | Gaetano Manfredi ✔️ Sindaco | 218 087              | 62,88 | 12 596                                    | 3,85    | 2     |    |  |  |
| Adesso Napoli                                                 | Gaetano Manfredi ✔️ Sindaco | 218 087              | 62,88 | 12 307                                    | 3,76    | 1     |    |  |  |
| Europa Verde                                                  | Gaetano Manfredi ✔️ Sindaco | 218 087              | 62,88 | 10 496                                    | 3,21    | 1     |    |  |  |
| Centro Democratico                                            | Gaetano Manfredi ✔️ Sindaco | 218 087              | 62,88 | 9 800                                     | 3,00    | 1     |    |  |  |
| Moderati                                                      | Gaetano Manfredi ✔️ Sindaco | 218 087              | 62,88 | 8 408                                     | 2,57    | 1     |    |  |  |
| Per - Persone e Comunità                                      | Gaetano Manfredi ✔️ Sindaco | 218 087              | 62,88 | 6 006                                     | 1,84    | –     |    |  |  |
| Repubblicani Democratici                                      | Gaetano Manfredi ✔️ Sindaco | 218 087              | 62,88 | 5 646                                     | 1,73    | –     |    |  |  |
|                                                               | Catello Maresca             | 75 891               | 21,88 | Forza Italia                              | 21 691  | 6,63  | 3  |  |  |
| Fratelli d'Italia                                             | Catello Maresca             | 75 891               | 21,88 | 14 404                                    | 4,41    | 1     |    |  |  |
| Essere Napoli - Maresca Sindaco                               | Catello Maresca             | 75 891               | 21,88 | 9 175                                     | 2,81    | 1     |    |  |  |
| Napoli Capitale (PdF – Lega Sud Ausonia – Società e Famiglia) | Catello Maresca             | 75 891               | 21,88 | 8 494                                     | 2,60    | 1     |    |  |  |
| Cambiamo!                                                     | Catello Maresca             | 75 891               | 21,88 | 8 291                                     | 2,54    | 1     |    |  |  |
| Noi con l'Italia – Alleanza di Centro                         | Catello Maresca             | 75 891               | 21,88 | 3 066                                     | 0,94    | –     |    |  |  |
| Orgoglio Napoletano                                           | Catello Maresca             | 75 891               | 21,88 | 2 605                                     | 0,80    | –     |    |  |  |
| Partito Liberale Europeo                                      | Catello Maresca             | 75 891               | 21,88 | 572                                       | 0,17    | –     |    |  |  |
| Seggio di coalizione                                          | Seggio di coalizione        | Seggio di coalizione | 21,88 | 1                                         |         |       |    |  |  |
|                                                               | Antonio Bassolino           | 28 451               | 8,20  | Bassolino per Napoli                      | 13 562  | 4,15  | 1  |  |  |
| Con Napoli                                                    | Antonio Bassolino           | 28 451               | 8,20  | 4 097                                     | 1,25    | –     |    |  |  |
| Azione                                                        | Antonio Bassolino           | 28 451               | 8,20  | 1 483                                     | 0,45    | –     |    |  |  |
| Napoli è Napoli                                               | Antonio Bassolino           | 28 451               | 8,20  | 1 414                                     | 0,43    | –     |    |  |  |
| Partito Gay Lgbt+                                             | Antonio Bassolino           | 28 451               | 8,20  | 930                                       | 0,28    | –     |    |  |  |
| Seggio di coalizione                                          | Seggio di coalizione        | Seggio di coalizione | 8,20  | 1                                         |         |       |    |  |  |
|                                                               | Alessandra Clemente         | 19 338               | 5,58  | Alessandra Clemente Sindaco               | 10 564  | 3,23  | 1  |  |  |
| Potere al Popolo!                                             | Alessandra Clemente         | 19 338               | 5,58  | 4 358                                     | 1,33    | –     |    |  |  |
| Napoli 2030                                                   | Alessandra Clemente         | 19 338               | 5,58  | 2 450                                     | 0,75    | –     |    |  |  |
| Seggio di coalizione                                          | Seggio di coalizione        | Seggio di coalizione | 5,58  | 1                                         |         |       |    |  |  |
|                                                               | Matteo Brambilla            | 2 162                | 0,62  | Napoli in Movimento - No Alleanze         | 1 960   | 0,60  | –  |  |  |
|                                                               | Giovanni Moscarella         | 1 810                | 0,52  | Movimento 3V                              | 1 516   | 0,46  | –  |  |  |
|                                                               | Rossella Solombrino         | 1 078                | 0,31  | Movimento 24 Agosto - Equità Territoriale | 921     | 0,28  | –  |  |  |
| Totale                                                        | Totale                      | 346 807              | 100   |                                           | 326 990 | 100   | 40 |  |  |
|                                                               |                             |                      |       |                                           |         |       |    |  |  |
| Fonte: Ministero dell'interno                                 |                             |                      |       |                                           |         |       |    |  |  |

1. ↑  Include candidati del Partito Repubblicano Italiano (cfr. Metropolisweb) e di Democrazia Solidale (cfr. Democraziasolidale.it)
2. ↑  Include anche candidati fuoriusciti da Forza Italia (cfr. Anteprima24.it)
3. ↑  Lista collegata al presidente della regione Campania Vincenzo De Luca (cfr. ANSA)
4. ↑  Include Articolo Uno, Sinistra Italiana e PSI (cfr. Fanpage.it)
5. ↑  Esclusa dalla commissione elettorale, la lista è stata riammessa dal Tar il 13 settembre 2021

#### Salerno
|                                                         | Vincenzo Napoli ✔️ Sindaco | 39 323               | 57,40 | Progressisti per Salerno | 11 535 | 17,60 | 7  |  |  |
| Campania Libera                                         | Vincenzo Napoli ✔️ Sindaco | 39 323               | 57,40 | 8 199                    | 12,51  | 5     |    |  |  |
| Salerno per i Giovani                                   | Vincenzo Napoli ✔️ Sindaco | 39 323               | 57,40 | 6 268                    | 9,56   | 3     |    |  |  |
| Partito Socialista Italiano                             | Vincenzo Napoli ✔️ Sindaco | 39 323               | 57,40 | 5 401                    | 8,24   | 3     |    |  |  |
| Popolari e Moderati                                     | Vincenzo Napoli ✔️ Sindaco | 39 323               | 57,40 | 3 448                    | 5,26   | 2     |    |  |  |
| Salerno con voi                                         | Vincenzo Napoli ✔️ Sindaco | 39 323               | 57,40 | 2 037                    | 3,11   | 1     |    |  |  |
| Per le Persone e la Comunità                            | Vincenzo Napoli ✔️ Sindaco | 39 323               | 57,40 | 1 579                    | 2,41   | 1     |    |  |  |
| Centro Democratico – Liberal Democratici – Salerno Viva | Vincenzo Napoli ✔️ Sindaco | 39 323               | 57,40 | 1 298                    | 1,98   | –     |    |  |  |
| Europa Verde                                            | Vincenzo Napoli ✔️ Sindaco | 39 323               | 57,40 | 1 013                    | 1,55   | –     |    |  |  |
|                                                         | Elisabetta Barone          | 11 479               | 16,76 | Movimento 5 Stelle       | 2 885  | 4,40  | 2  |  |  |
| Oltre                                                   | Elisabetta Barone          | 11 479               | 16,76 | 2 623                    | 4,00   | 2     |    |  |  |
| Semplice Salerno - Primavera Salernitana                | Elisabetta Barone          | 11 479               | 16,76 | 1 267                    | 1,93   | –     |    |  |  |
| Davvero - Ecologia & Diritti                            | Elisabetta Barone          | 11 479               | 16,76 | 1 224                    | 1,87   | –     |    |  |  |
| Salerno Città Aperta                                    | Elisabetta Barone          | 11 479               | 16,76 | 1 141                    | 1,74   | –     |    |  |  |
| Salerno in Comune                                       | Elisabetta Barone          | 11 479               | 16,76 | 597                      | 0,91   | –     |    |  |  |
| Waves                                                   | Elisabetta Barone          | 11 479               | 16,76 | 286                      | 0,44   | –     |    |  |  |
| Seggio di coalizione                                    | Seggio di coalizione       | Seggio di coalizione | 16,76 | 1                        |        |       |    |  |  |
|                                                         | Michele Sarno              | 10 972               | 16,02 | Fratelli d'Italia        | 3 114  | 4,75  | 1  |  |  |
| Forza Italia – UDC – Nuovo PSI                          | Michele Sarno              | 10 972               | 16,02 | 1 832                    | 2,79   | 1     |    |  |  |
| Prima Salerno                                           | Michele Sarno              | 10 972               | 16,02 | 1 781                    | 2,72   | 1     |    |  |  |
| Rinascita                                               | Michele Sarno              | 10 972               | 16,02 | 1 708                    | 2,61   | –     |    |  |  |
| Io sono Salernitano                                     | Michele Sarno              | 10 972               | 16,02 | 436                      | 0,67   | –     |    |  |  |
| Diversi ma Uguali                                       | Michele Sarno              | 10 972               | 16,02 | 231                      | 0,35   | –     |    |  |  |
| Seggio di coalizione                                    | Seggio di coalizione       | Seggio di coalizione | 16,02 | 1                        |        |       |    |  |  |
|                                                         | Antonio Cammarota          | 2 390                | 3,49  | La Nostra Libertà        | 1 441  | 2,20  | –  |  |  |
| Noi Salerno                                             | Antonio Cammarota          | 2 390                | 3,49  | 495                      | 0,76   | –     |    |  |  |
| La Città del Mare                                       | Antonio Cammarota          | 2 390                | 3,49  | 195                      | 0,30   | –     |    |  |  |
| Seggio di coalizione                                    | Seggio di coalizione       | Seggio di coalizione | 3,49  | 1                        |        |       |    |  |  |
|                                                         | Gianpaolo Lambiase         | 1 526                | 2,23  | Salerno di Tutti         | 1 356  | 2,07  | –  |  |  |
|                                                         | Oreste Agosto              | 1 311                | 1,91  | Figli delle Chiancarelle | 883    | 1,35  | –  |  |  |
|                                                         | Simona Libera Scocozza     | 764                  | 1,12  | Terra Libera             | 367    | 0,56  | –  |  |  |
| Attivisti per Salerno                                   | Simona Libera Scocozza     | 764                  | 1,12  | 310                      | 0,47   | –     |    |  |  |
|                                                         | Maurizio Basso             | 413                  | 0,60  | Movimentiamoci           | 361    | 0,55  | –  |  |  |
|                                                         | Annamaria Minotti          | 326                  | 0,48  | Abilitiamo l'Autismo H24 | 243    | 0,37  | –  |  |  |
| Totale                                                  | Totale                     | 68 504               | 100   |                          | 65 554 | 100   | 32 |  |  |
|                                                         |                            |                      |       |                          |        |       |    |  |  |
| Fonte: Ministero dell'interno                           |                            |                      |       |                          |        |       |    |  |  |

1. ↑  Include anche Azione e dissidenti di IV
2. ↑  Lista legata a Sinistra Italiana organizzata da Salvatore Forte e Andrea Carmine De Simone
3. ↑  Lista legata a Michele Ragosta
4. ↑  Lista legata a Federico Conte
5. ↑  Lista del Meetup Salerno, dissidenti del M5S

### Calabria

#### Cosenza
| Candidati                     | Candidati               | II turno             | II turno            | I turno | I turno | Liste                      | Voti   | %     | Seggi |
| Candidati                     | Candidati               | Voti                 | %                   | Voti    | %       | Liste                      | Voti   | %     | Seggi |
| ----------------------------- | ----------------------- | -------------------- | ------------------- | ------- | ------- | -------------------------- | ------ | ----- | ----- |
|                               | Franz Caruso ✔️ Sindaco | 14 413               | 57,59               | 8 342   | 23,78   | Franz Caruso Sindaco       | 3 912  | 11,62 | 10    |
| Partito Democratico           | Franz Caruso ✔️ Sindaco | 14 413               | 57,59               | 8 342   | 23,78   | 3 147                      | 9,35   | 8     |       |
| Partito Socialista Italiano   | Franz Caruso ✔️ Sindaco | 14 413               | 57,59               | 8 342   | 23,78   | 902                        | 2,68   | 2     |       |
|                               | Francesco Caruso        | 10 615               | 42,41               | 13 132  | 37,43   | Fratelli d'Italia          | 3 871  | 11,50 | 3     |
| Occhiuto per Caruso           | Francesco Caruso        | 10 615               | 42,41               | 13 132  | 37,43   | 3 252                      | 9,66   | 2     |       |
| Forza Cosenza                 | Francesco Caruso        | 10 615               | 42,41               | 13 132  | 37,43   | 3 069                      | 9,11   | 2     |       |
| Unione di Centro              | Francesco Caruso        | 10 615               | 42,41               | 13 132  | 37,43   | 1 068                      | 3,17   | –     |       |
| Lega                          | Francesco Caruso        | 10 615               | 42,41               | 13 132  | 37,43   | 946                        | 2,81   | –     |       |
| Bella Cosenza                 | Francesco Caruso        | 10 615               | 42,41               | 13 132  | 37,43   | 868                        | 2,58   | –     |       |
| La Cosenza che vuoi           | Francesco Caruso        | 10 615               | 42,41               | 13 132  | 37,43   | 787                        | 2,34   | –     |       |
| Coraggio Cosenza              | Francesco Caruso        | 10 615               | 42,41               | 13 132  | 37,43   | 670                        | 1,99   | –     |       |
| Seggio di coalizione          | Seggio di coalizione    | Seggio di coalizione | 42,41               | 13 132  | 37,43   | 1                          |        |       |       |
|                               | Francesco De Cicco      | Francesco De Cicco   | Francesco De Cicco  | 4 861   | 13,85   | Francesco De Cicco Sindaco | 1 088  | 3,23  | 1     |
| Cosenza Libera                | Francesco De Cicco      | Francesco De Cicco   | Francesco De Cicco  | 4 861   | 13,85   | 960                        | 2,85   | –     |       |
| Cosenza per il sociale        | Francesco De Cicco      | Francesco De Cicco   | Francesco De Cicco  | 4 861   | 13,85   | 557                        | 1,65   | –     |       |
| SiAmo Cosenza                 | Francesco De Cicco      | Francesco De Cicco   | Francesco De Cicco  | 4 861   | 13,85   | 520                        | 1,54   | –     |       |
| Sette Colli                   | Francesco De Cicco      | Francesco De Cicco   | Francesco De Cicco  | 4 861   | 13,85   | 481                        | 1,43   | –     |       |
| PPA Popolo Partite Iva        | Francesco De Cicco      | Francesco De Cicco   | Francesco De Cicco  | 4 861   | 13,85   | 363                        | 1,08   | –     |       |
| Seggio di coalizione          | Seggio di coalizione    | Seggio di coalizione | Francesco De Cicco  | 4 861   | 13,85   | 1                          |        |       |       |
|                               | Bianca Rende            | Bianca Rende         | Bianca Rende        | 4 441   | 12,66   | Bianca Rende Sindaco       | 1 616  | 4,80  | 1     |
| Movimento 5 Stelle            | Bianca Rende            | Bianca Rende         | Bianca Rende        | 4 441   | 12,66   | 1 408                      | 4,18   | –     |       |
| Tesoro Calabria con Tansi     | Bianca Rende            | Bianca Rende         | Bianca Rende        | 4 441   | 12,66   | 606                        | 1,80   | –     |       |
| Seggio di coalizione          | Seggio di coalizione    | Seggio di coalizione | Bianca Rende        | 4 441   | 12,66   | 1                          |        |       |       |
|                               | Valerio Formisani       | Valerio Formisani    | Valerio Formisani   | 1 680   | 4,79    | Cosenza in Comune          | 1 358  | 4,03  | –     |
|                               | Franco Pichierri        | Franco Pichierri     | Franco Pichierri    | 1 213   | 3,46    | Noi con l'Italia           | 920    | 2,73  | –     |
| Democrazia Cristiana          | Franco Pichierri        | Franco Pichierri     | Franco Pichierri    | 1 213   | 3,46    | 119                        | 0,35   | –     |       |
|                               | Fabio Gallo             | Fabio Gallo          | Fabio Gallo         | 714     | 2,03    | Movimento Noi              | 605    | 1,80  | –     |
|                               | Francesco Civitelli     | Francesco Civitelli  | Francesco Civitelli | 704     | 2,01    | Civitelli Sindaco          | 319    | 0,95  | –     |
| Giovani con Civitelli Sindaco | Francesco Civitelli     | Francesco Civitelli  | Francesco Civitelli | 704     | 2,01    | 85                         | 0,25   | –     |       |
| Costruiamo il futuro          | Francesco Civitelli     | Francesco Civitelli  | Francesco Civitelli | 704     | 2,01    | 71                         | 0,21   | –     |       |
| Su la testa Cosenza           | Francesco Civitelli     | Francesco Civitelli  | Francesco Civitelli | 704     | 2,01    | 69                         | 0,20   | –     |       |
| Un Fiore per Cosenza          | Francesco Civitelli     | Francesco Civitelli  | Francesco Civitelli | 704     | 2,01    | 37                         | 0,11   | –     |       |
| Totale                        | Totale                  | 25 028               | 100                 | 35 087  | 100     |                            | 33 674 | 100   | 32    |
|                               |                         |                      |                     |         |         |                            |        |       |       |
| Fonte: Ministero dell'interno |                         |                      |                     |         |         |                            |        |       |       |

1. ↑  Lista legata a Mario Occhiuto
2. ↑  Include Sinistra Italiana e Partito della Rifondazione Comunista
3. ↑  Include Il Popolo della Famiglia

### Sardegna

#### Carbonia
|                                                                    | Pietro Morittu ✔️ Sindaco | 9 721                | 65,75 | Carbonia Avanti | 2 741  | 19,13 | 5  |  |  |
| Partito Democratico                                                | Pietro Morittu ✔️ Sindaco | 9 721                | 65,75 | 2 017           | 14,08  | 3     |    |  |  |
| Pietro Morittu Sindaco                                             | Pietro Morittu ✔️ Sindaco | 9 721                | 65,75 | 1 844           | 12,87  | 3     |    |  |  |
| Sviluppo e Ambiente                                                | Pietro Morittu ✔️ Sindaco | 9 721                | 65,75 | 1 209           | 8,44   | 2     |    |  |  |
| Ora per Carbonia                                                   | Pietro Morittu ✔️ Sindaco | 9 721                | 65,75 | 1 159           | 8,09   | 2     |    |  |  |
| Uniti per Rinascere                                                | Pietro Morittu ✔️ Sindaco | 9 721                | 65,75 | 1 050           | 7,33   | 2     |    |  |  |
|                                                                    | Luca Pizzuto              | 3 150                | 21,31 | Articolo Uno    | 1 560  | 10,89 | 2  |  |  |
| Movimento 5 Stelle                                                 | Luca Pizzuto              | 3 150                | 21,31 | 812             | 5,67   | 1     |    |  |  |
| Partito Comunista Italiano                                         | Luca Pizzuto              | 3 150                | 21,31 | 141             | 0,98   | –     |    |  |  |
| Partito Socialista Italiano                                        | Luca Pizzuto              | 3 150                | 21,31 | 83              | 0,58   | –     |    |  |  |
| Seggio di coalizione                                               | Seggio di coalizione      | Seggio di coalizione | 21,31 | 1               |        |       |    |  |  |
|                                                                    | Daniela Garau             | 1 914                | 12,95 | Patto Civico    | 882    | 6,16  | 1  |  |  |
| Lega                                                               | Daniela Garau             | 1 914                | 12,95 | 542             | 3,78   | 1     |    |  |  |
| Noi con Voi (Forza Italia – Fratelli d'Italia – Riformatori Sardi) | Daniela Garau             | 1 914                | 12,95 | 286             | 2,00   | –     |    |  |  |
| Seggio di coalizione                                               | Seggio di coalizione      | Seggio di coalizione | 12,95 | 1               |        |       |    |  |  |
| Totale                                                             | Totale                    | 14 785               | 100   |                 | 14 326 | 100   | 24 |  |  |
|                                                                    |                           |                      |       |                 |        |       |    |  |  |
| Fonte: Ministero dell'interno                                      |                           |                      |       |                 |        |       |    |  |  |

1. ↑  Lista che comprende il Partito Sardo d'Azione
2. ↑  Lista che comprende l'UDC

## Elezioni provinciali
Il 18 dicembre si sono svolte le elezioni provinciali.

### Presidente della Provincia e Consiglio provinciale
In 31 province si è votato per il rinnovo del Presidente della Provincia e per quello del Consiglio provinciale.
| Elezioni del Presidente della provincia e del Consiglio provinciale | Elezioni del Presidente della provincia e del Consiglio provinciale | Elezioni del Presidente della provincia e del Consiglio provinciale | Elezioni del Presidente della provincia e del Consiglio provinciale | Elezioni del Presidente della provincia e del Consiglio provinciale | Elezioni del Presidente della provincia e del Consiglio provinciale | Elezioni del Presidente della provincia e del Consiglio provinciale | Elezioni del Presidente della provincia e del Consiglio provinciale | Elezioni del Presidente della provincia e del Consiglio provinciale |
| Provincia                                                           | Presidente uscente                                                  | Presidente uscente                                                  | Presidente eletto                                                   | Presidente eletto                                                   | Consiglio provinciale                                               | Consiglio provinciale                                               | Consiglio provinciale                                               | Note                                                                |
| Provincia                                                           | Presidente uscente                                                  | Presidente uscente                                                  | Presidente eletto                                                   | Presidente eletto                                                   | CDX                                                                 | CSX                                                                 | Altri                                                               | Note                                                                |
| ------------------------------------------------------------------- | ------------------------------------------------------------------- | ------------------------------------------------------------------- | ------------------------------------------------------------------- | ------------------------------------------------------------------- | ------------------------------------------------------------------- | ------------------------------------------------------------------- | ------------------------------------------------------------------- | ------------------------------------------------------------------- |
| Provincia                                                           | Presidente uscente                                                  | Presidente uscente                                                  | Presidente eletto                                                   | Presidente eletto                                                   |                                                                     |                                                                     |                                                                     | Note                                                                |
| Alessandria                                                         |                                                                     | Gianfranco Lorenzo Baldi                                            |                                                                     | Enrico Bussalino                                                    | 8                                                                   | 4                                                                   | –                                                                   | [ 10 ]                                                              |
| Biella                                                              |                                                                     | Gianluca Foglia Barbisin                                            |                                                                     | Emanuele Ramella Pralungo                                           | 6                                                                   | 3                                                                   | 1                                                                   | [ 11 ]                                                              |
| Verbano-Cusio-Ossola                                                |                                                                     | Arturo Lincio                                                       |                                                                     | Alessandro Lana                                                     | 6                                                                   | 4                                                                   | –                                                                   | [ 12 ]                                                              |
| Bergamo                                                             |                                                                     | Gianfranco Gafforelli                                               |                                                                     | Pasquale Giovanni Gandolfi                                          | 8                                                                   | 6                                                                   | 2                                                                   | [ 13 ]                                                              |
| Lecco                                                               |                                                                     | Claudio Usuelli                                                     |                                                                     | Alessandra Hoffmann                                                 | 6                                                                   | 5                                                                   | 1                                                                   | [ 14 ]                                                              |
| Mantova                                                             |                                                                     | Beniamino Mauro Morselli                                            |                                                                     | Carlo Bottani                                                       | 6                                                                   | 6                                                                   | –                                                                   | [ 15 ]                                                              |
| Pavia                                                               |                                                                     | Vittorio Poma                                                       |                                                                     | Giovanni Palli                                                      | 6                                                                   | 4                                                                   | 2                                                                   | [ 16 ]                                                              |
| Varese                                                              |                                                                     | Emanuele Antonelli                                                  |                                                                     | Emanuele Antonelli                                                  | 9                                                                   | 6                                                                   | 1                                                                   |                                                                     |
| Belluno                                                             |                                                                     | Roberto Padrin                                                      |                                                                     | Roberto Padrin                                                      | 4                                                                   | 6                                                                   | –                                                                   | [ 17 ]                                                              |
| Rovigo                                                              |                                                                     | Ivan Dall'Ara                                                       |                                                                     | Enrico Ferrarese                                                    | 7                                                                   | 3                                                                   | –                                                                   | [ 18 ]                                                              |
| Treviso                                                             |                                                                     | Stefano Marcon                                                      |                                                                     | Stefano Marcon                                                      | 13                                                                  | 3                                                                   | –                                                                   | [ 19 ]                                                              |
| Imperia                                                             |                                                                     | Domenico Abbo                                                       |                                                                     | Claudio Scajola                                                     | 8                                                                   | 2                                                                   | –                                                                   | [ 20 ]                                                              |
| Ferrara                                                             |                                                                     | Barbara Paron                                                       |                                                                     | Gianni Michele Padovani                                             | 6                                                                   | 6                                                                   | –                                                                   | [ 21 ]                                                              |
| Forlì-Cesena                                                        |                                                                     | Gabriele Antonio Fratto                                             |                                                                     | Enzo Lattuca                                                        | 5                                                                   | 7                                                                   | –                                                                   | [ 22 ]                                                              |
| Parma                                                               |                                                                     | Diego Rossi                                                         |                                                                     | Andrea Massari                                                      | 3                                                                   | 9                                                                   | –                                                                   | [ 23 ]                                                              |
| Ravenna                                                             |                                                                     | Michele De Pascale                                                  |                                                                     | Michele De Pascale                                                  | 2                                                                   | 10                                                                  | –                                                                   | [ 24 ]                                                              |
| Grosseto                                                            |                                                                     | Antonfrancesco Vivarelli Colonna                                    |                                                                     | Francesco Limatola                                                  | 5                                                                   | 5                                                                   | -                                                                   | [ 25 ]                                                              |
| Massa-Carrara                                                       |                                                                     | Gianni Lorenzetti                                                   |                                                                     | Gianni Lorenzetti                                                   | 3                                                                   | 6                                                                   | 1                                                                   | [ 26 ]                                                              |
| Ancona                                                              |                                                                     | Luigi Cerioni                                                       |                                                                     | Daniele Carnevali                                                   | 5                                                                   | 6                                                                   | 1                                                                   | [ 27 ]                                                              |
| Ascoli Piceno                                                       |                                                                     | Sergio Fabiani                                                      |                                                                     | Sergio Loggi                                                        | -                                                                   | 5                                                                   | 5                                                                   | [ 28 ]                                                              |
| Fermo                                                               |                                                                     | Moira Canigola                                                      |                                                                     | Michele Ortenzi                                                     | 6                                                                   | 4                                                                   | -                                                                   | [ 29 ]                                                              |
| Macerata                                                            |                                                                     | Antonio Pettinari                                                   |                                                                     | Sandro Parcaroli                                                    | 7                                                                   | 5                                                                   | -                                                                   | [ 30 ]                                                              |
| Perugia                                                             |                                                                     | Luciano Bacchetta                                                   |                                                                     | Stefania Proietti                                                   | 6                                                                   | 6                                                                   | –                                                                   | [ 31 ]                                                              |
| Terni                                                               |                                                                     | Giampiero Lattanzi                                                  |                                                                     | Laura Pernazza                                                      | 7                                                                   | 3                                                                   | –                                                                   | [ 32 ]                                                              |
| Latina                                                              |                                                                     | Carlo Medici                                                        |                                                                     | Gerardo Stefanelli                                                  | 8                                                                   | 2                                                                   | 2                                                                   | [ 33 ]                                                              |
| Viterbo                                                             |                                                                     | Pietro Nocchi                                                       |                                                                     | Alessandro Romoli                                                   | 6                                                                   | 6                                                                   | 1                                                                   | [ 34 ]                                                              |
| Chieti                                                              |                                                                     | Mario Pupillo                                                       |                                                                     | Francesco Menna                                                     | 5                                                                   | 6                                                                   | 1                                                                   | [ 35 ]                                                              |
| L'Aquila                                                            |                                                                     | Angelo Caruso                                                       |                                                                     | Angelo Caruso                                                       | 6                                                                   | 4                                                                   | –                                                                   | [ 36 ]                                                              |
| Pescara                                                             |                                                                     | Antonio Zaffiri                                                     |                                                                     | Ottavio De Martinis                                                 | 8                                                                   | 2                                                                   | 2                                                                   | [ 37 ]                                                              |
| Avellino                                                            |                                                                     | Domenico Biancardi                                                  |                                                                     | Rizieri Buonopane                                                   | 5                                                                   | 4                                                                   | 3                                                                   | [ 38 ]                                                              |
| Caserta                                                             |                                                                     | Giorgio Magliocca                                                   |                                                                     | Giorgio Magliocca                                                   | 2                                                                   | 4                                                                   | 10                                                                  | [ 39 ]                                                              |
| Crotone                                                             |                                                                     | Ugo Pugliese                                                        |                                                                     | Sergio Ferrari                                                      | 8                                                                   | 2                                                                   | 3                                                                   | [ 40 ]                                                              |

1. ↑  6 eletti nella lista unica di FdI e Lega Nord + 2 FI
2. ↑  4 LSP + 2 FI + 1 NcI + 1 FdI + 1 Lombardia Ideale
3. ↑  5 PD + 1 Italia Viva
4. ↑  3 Lega Nord (eletti in Uniti per il Polesine) + 3 Civici d'area (eletti in Uniti per il Polesine) + 1 FdI
5. ↑  1 PD + 2 eletti in Uniti per il Polesine
6. ↑  9 Marcon presidente + 3 Avanti per Treviso + 1 Civici per Marcon Presidente
7. ↑  5 Centro-sinistra + 1 Italia Viva
8. 1 2  Si è presentata una lista unica che contava 5 rappresentanti del Centro-sinistra, 1 del Movimento 5 Stelle e 4 di Liste Civiche
9. 1 2  Appoggiato dal Centro-sinistra e FI
10. ↑  4 FI + 2 FdI + 2 Lega
11. ↑  2 FI + 2 FdI + 2 Lega
12. ↑  4 FI + 3 Lega + 1 FdI
13. ↑  1 FdI + 1 Civico

### Consiglio provinciale
In 44 province, invece, si è votato solamente per il Consiglio provinciale.
| Elezioni del Consiglio provinciale | Elezioni del Consiglio provinciale | Elezioni del Consiglio provinciale | Elezioni del Consiglio provinciale | Elezioni del Consiglio provinciale | Elezioni del Consiglio provinciale | Elezioni del Consiglio provinciale |
| Provincia                          | Presidente in carica               | Presidente in carica               | Consiglio provinciale              | Consiglio provinciale              | Consiglio provinciale              | Note                               |
| Provincia                          | Presidente in carica               | Presidente in carica               | CDX                                | CSX                                | Altri                              | Note                               |
| ---------------------------------- | ---------------------------------- | ---------------------------------- | ---------------------------------- | ---------------------------------- | ---------------------------------- | ---------------------------------- |
| Provincia                          | Presidente in carica               | Presidente in carica               |                                    |                                    |                                    | Note                               |
| Asti                               |                                    | Paolo Lanfranco                    | 10                                 | 10                                 | 10                                 | [ 41 ]                             |
| Cuneo                              |                                    | Federico Borgna                    | 5                                  | 5                                  | 2                                  | [ 42 ]                             |
| Novara                             |                                    | Federico Binatti                   | 9                                  | 3                                  | —                                  | [ 43 ]                             |
| Vercelli                           |                                    | Eraldo Botta                       | 8                                  | 2                                  | —                                  | [ 44 ]                             |
| Brescia                            |                                    | Samuele Alghisi                    | 8                                  | 8                                  | —                                  | [ 45 ]                             |
| Como                               |                                    | Fiorenzo Bongiasca                 | 7                                  | 5                                  | —                                  | [ 46 ]                             |
| Cremona                            |                                    | Paolo Mirko Signoroni              | 6                                  | 5                                  | 1                                  | [ 47 ]                             |
| Lodi                               |                                    | Francesco Passerini                | 6                                  | 2                                  | 1                                  | [ 48 ]                             |
| Monza e Brianza                    |                                    | Luca Santambrogio                  | 8                                  | 8                                  | —                                  | [ 49 ]                             |
| Sondrio                            |                                    | Elio Moretti                       | 10                                 | —                                  | —                                  | [ 50 ]                             |
| Padova                             |                                    | Fabio Bui                          | 10                                 | 10                                 | 10                                 | [ 51 ]                             |
| Verona                             |                                    | Manuel Scalzotto                   | 14                                 | 2                                  | —                                  | [ 52 ] [ 53 ]                      |
| Vicenza                            |                                    | Francesco Rucco                    | 16                                 | 16                                 | 16                                 | [ 54 ]                             |
| La Spezia                          |                                    | Pierluigi Peracchini               | 6                                  | 4                                  | —                                  | [ 55 ]                             |
| Savona                             |                                    | Pierangelo Olivieri                | 6                                  | 4                                  | —                                  | [ 56 ]                             |
| Modena                             |                                    | Gian Domenico Tomei                | 4                                  | 7                                  | 1                                  | [ 57 ]                             |
| Piacenza                           |                                    | Patrizia Barbieri                  | 7                                  | 3                                  | —                                  | [ 58 ]                             |
| Reggio Emilia                      |                                    | Giorgio Zanni                      | 2                                  | 9                                  | 1                                  | [ 59 ]                             |
| Rimini                             |                                    | Riziero Santi                      | 5                                  | 7                                  | —                                  | [ 60 ]                             |
| Arezzo                             |                                    | Silvia Chiassai Martini            | 6                                  | 5                                  | 1                                  | [ 61 ]                             |
| Livorno                            |                                    | Maria Ida Bessi                    | 3                                  | 8                                  | 1                                  | [ 62 ]                             |
| Lucca                              |                                    | Luca Menesini                      | 3                                  | 6                                  | 3                                  | [ 63 ]                             |
| Pisa                               |                                    | Massimiliano Angori                | 4                                  | 8                                  | —                                  | [ 64 ]                             |
| Pistoia                            |                                    | Luca Marmo                         | 5                                  | 4                                  | 1                                  | [ 65 ]                             |
| Prato                              |                                    | Francesco Puggelli                 | 3                                  | 7                                  | —                                  | [ 66 ]                             |
| Siena                              |                                    | Silvio Franceschelli               | 2                                  | 8                                  | —                                  | [ 67 ]                             |
| Pesaro e Urbino                    |                                    | Giuseppe Paolini                   | 5                                  | 7                                  | —                                  | [ 68 ]                             |
| Frosinone                          |                                    | Antonio Pompeo                     | 5                                  | 4                                  | 3                                  | [ 69 ]                             |
| Rieti                              |                                    | Mariano Calisse                    | 6                                  | 3                                  | 1                                  | [ 70 ]                             |
| Teramo                             |                                    | Diego Di Bonaventura               | 7                                  | 5                                  | —                                  | [ 71 ]                             |
| Campobasso                         |                                    | Francesco Roberti                  | 5                                  | 5                                  | —                                  | [ 72 ]                             |
| Benevento                          |                                    | Antonio Di Maria                   | 1                                  | 3                                  | 6                                  | [ 73 ]                             |
| Salerno                            |                                    | Michele Strianese                  | 4                                  | 9                                  | 3                                  | [ 74 ]                             |
| Barletta-Andria-Trani              |                                    | Bernardo Lodispoto                 | 4                                  | 7                                  | 1                                  | [ 75 ]                             |
| Brindisi                           |                                    | Riccardo Rossi                     | 3                                  | 8                                  | 1                                  | [ 76 ]                             |
| Matera                             |                                    | Pietro Marrese                     | 4                                  | 6                                  | —                                  | [ 77 ]                             |
| Potenza                            |                                    | Rocco Guarino                      | 5                                  | 4                                  | 3                                  | [ 78 ]                             |
| Catanzaro                          |                                    | Sergio Abramo                      | 9                                  | 3                                  | —                                  | [ 79 ]                             |
| Cosenza                            |                                    | Ferdinando Nociti                  | 8                                  | 8                                  | —                                  | [ 80 ]                             |
| Vibo Valentia                      |                                    | Salvatore Solano                   | 7                                  | 3                                  | —                                  | [ 81 ]                             |

1. ↑  5 Centrodestra Lodigiano + 1 Civici con Passerini
2. ↑  2 FI + 1 FdI + 1 Civico + 4 Lega
3. ↑  8 Amministratori Verona (5 Lega + 2 Civici + 1 Fare!  + 0 FI) - 6 Amministratori per il Territorio (3 FdI + 2 Verona Domani + 1 Civico)
4. ↑  2 PD con la lista Insieme per Verona
5. ↑  2 Eletti nella lista Casa dei comuni + 3 eletti nella lista Provincia in comune
6. ↑  3 Lega + 2 FdI
7. ↑  3 eletti in Noi di Centro + 2 eletti in Noi Campani + 1 eletto in Essere democratici
8. ↑  2 FdI + 2 eletti nella lista unitaria del Centro-destra
9. ↑  5 PD + 2 PSI + 2 Campania Libera
10. ↑  2 PD + 3 eletti nella Lista del Presidente Lodispoto + 2 eletti nella lista Obiettivo comune per la BAT
11. ↑  2 Lega + 2 FI + 1 FdI
12. ↑  3 FI + 3 FdI + 1 Lega + 1 Coraggio Italia + 1 Centro-destra per la provincia Catanzaro
13. ↑  5 FI-UDC + 2 FdI-Lega + 1 Italia del Meridione
14. ↑  5 PD + 1 Italia Viva + 2 Civici d'area
15. ↑  4 FI + 3 Coraggio Italia

## Elezioni metropolitane
| Città metropolitana | Sindaco Metropolitano              | Sindaco Metropolitano   | Liste Consiglio                                    | Seggi   | Note   |
| ------------------- | ---------------------------------- | ----------------------- | -------------------------------------------------- | ------- | ------ |
| Bologna             |                                    | Matteo Lepore (PD)      | Bologna Metropolitana - Centro Sinistra            | 12 / 18 | [ 82 ] |
| Bologna             | Uniti per l'Alternativa            | Matteo Lepore (PD)      | 3 / 18                                             |         | [ 82 ] |
| Bologna             | Alleanza metropolitana             | Matteo Lepore (PD)      | 2 / 18                                             |         | [ 82 ] |
| Bologna             | Rete civica                        | Matteo Lepore (PD)      | 1 / 18                                             |         | [ 82 ] |
|                     |                                    |                         |                                                    |         |        |
| Milano              |                                    | Giuseppe Sala (Ind.)    | C+ Milano Metropolitana                            | 13 / 24 | [ 83 ] |
| Milano              | Insieme per la Città Metropolitana | Giuseppe Sala (Ind.)    | 4 / 24                                             |         | [ 83 ] |
| Milano              | Lega Nord                          | Giuseppe Sala (Ind.)    | 4 / 24                                             |         | [ 83 ] |
| Milano              | Fratelli d'Italia                  | Giuseppe Sala (Ind.)    | 2 / 24                                             |         | [ 83 ] |
| Milano              | La Città dei territori             | Giuseppe Sala (Ind.)    | 1 / 24                                             |         | [ 83 ] |
|                     |                                    |                         |                                                    |         |        |
| Reggio Calabria     |                                    | Giuseppe Falcomatà (PD) | Democratici insieme per Reggio Città Metropolitana | 5 / 14  | [ 84 ] |
| Reggio Calabria     | Centrodestra Metropolitano         | Giuseppe Falcomatà (PD) | 5 / 14                                             |         | [ 84 ] |
| Reggio Calabria     | S'Intesi Metropolitana             | Giuseppe Falcomatà (PD) | 2 / 14                                             |         | [ 84 ] |
| Reggio Calabria     | Territorio metropolitano           | Giuseppe Falcomatà (PD) | 2 / 14                                             |         | [ 84 ] |
|                     |                                    |                         |                                                    |         |        |
| Roma                |                                    | Roberto Gualtieri (PD)  | Le Città della Metropoli                           | 14 / 24 | [ 85 ] |
| Roma                | Territorio protagonista            | Roberto Gualtieri (PD)  | 8 / 24                                             |         | [ 85 ] |
| Roma                | Movimento 5 Stelle                 | Roberto Gualtieri (PD)  | 2 / 24                                             |         | [ 85 ] |
|                     |                                    |                         |                                                    |         |        |
| Torino              |                                    | Stefano Lo Russo (PD)   | Città di città                                     | 11 / 18 | [ 86 ] |
| Torino              | Civica per il Territorio           | Stefano Lo Russo (PD)   | 6 / 18                                             |         | [ 86 ] |
| Torino              | Obiettivi comuni                   | Stefano Lo Russo (PD)   | 1 / 18                                             |         | [ 86 ] |
|                     |                                    |                         |                                                    |         |        |
| Venezia             |                                    | Luigi Brugnaro (CI)     | Le città di Venezia                                | 10 / 18 | [ 87 ] |
| Venezia             | Insieme per la Città metropolitana | Luigi Brugnaro (CI)     | 8 / 18                                             |         | [ 87 ] |
| Venezia             | Movimento Civico                   | Luigi Brugnaro (CI)     | 1 / 18                                             |         | [ 87 ] |